# Westerstede
Westerstede (niederdeutsch Westerstäe) ist die Kreisstadt des Landkreises Ammerland im Nordwesten Niedersachsens.

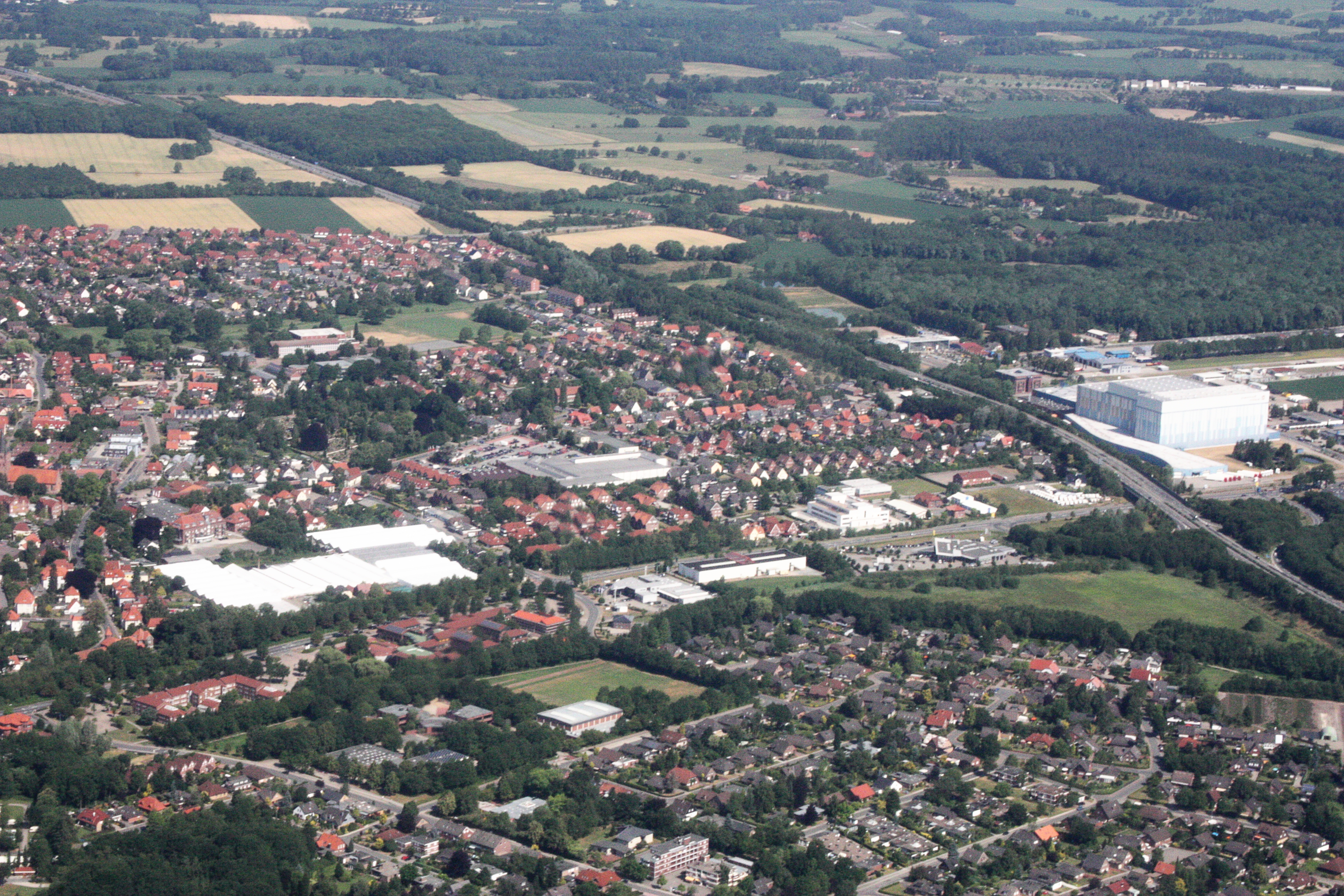
Westerstede aus der Luft im Juli 2010

## Geographie

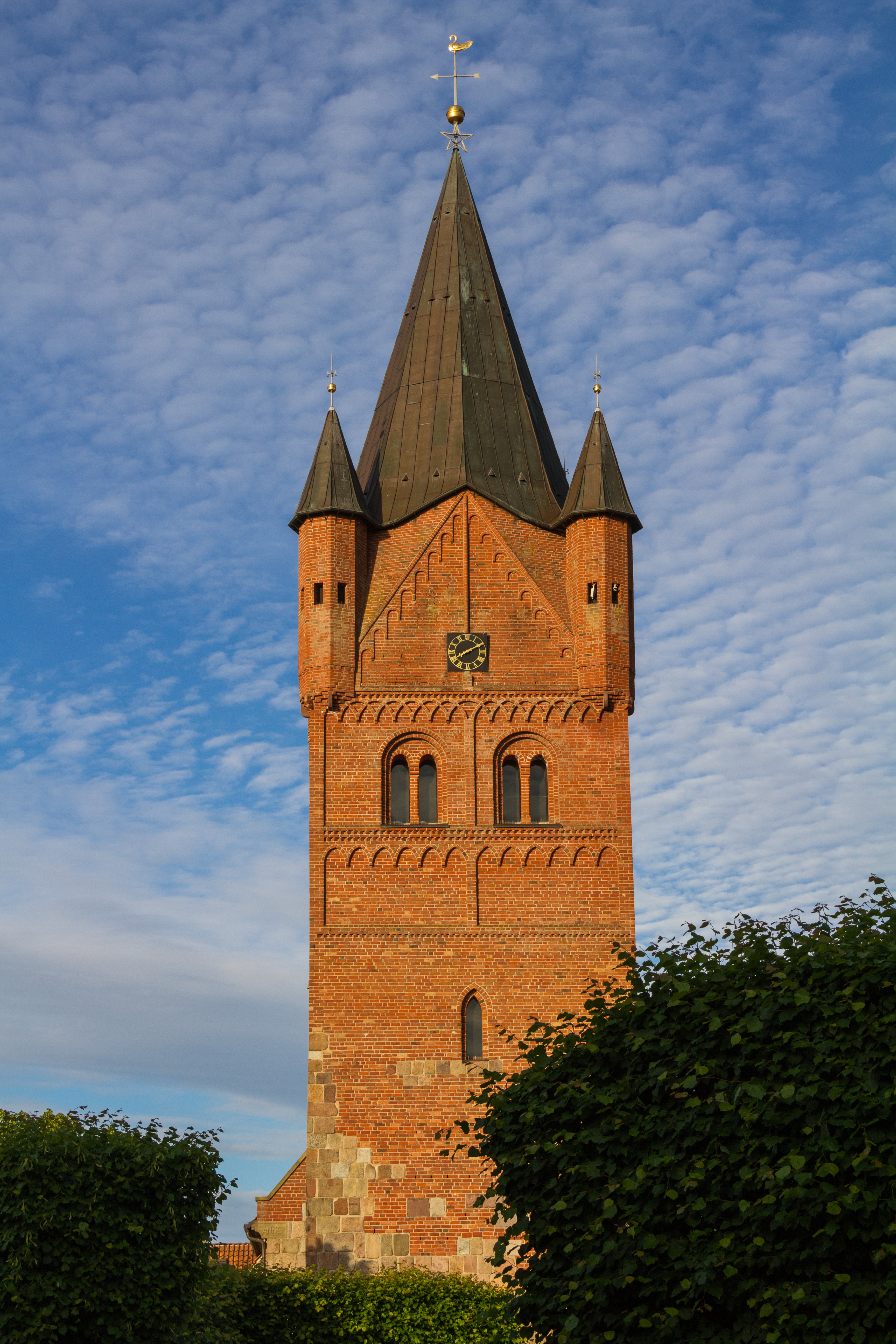
St.-Petri-Kirche in Westerstede

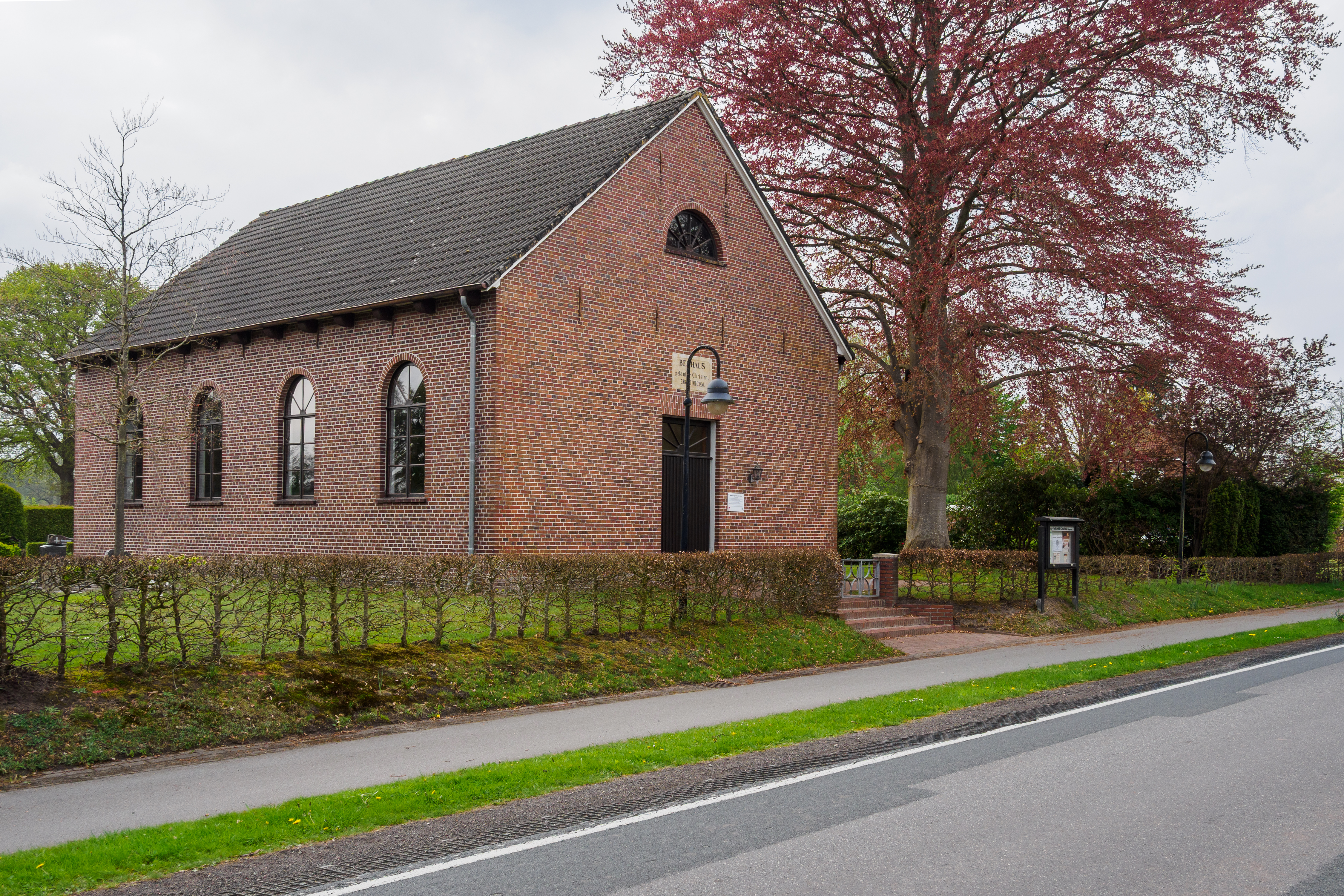
Bethaus der getauften Christen (Baptisten) in Felde.

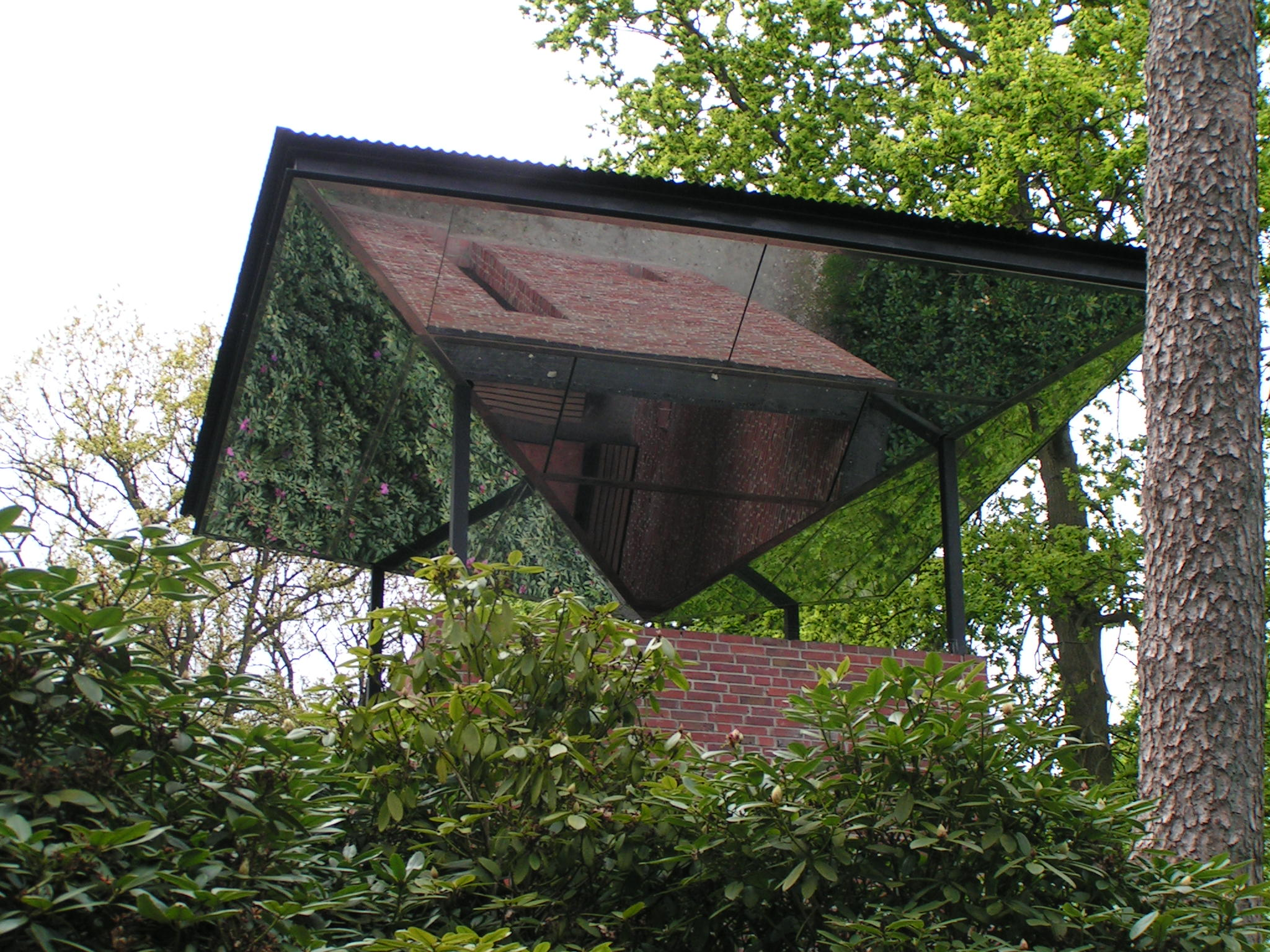
Landschaftsfenster „Rhododendron“

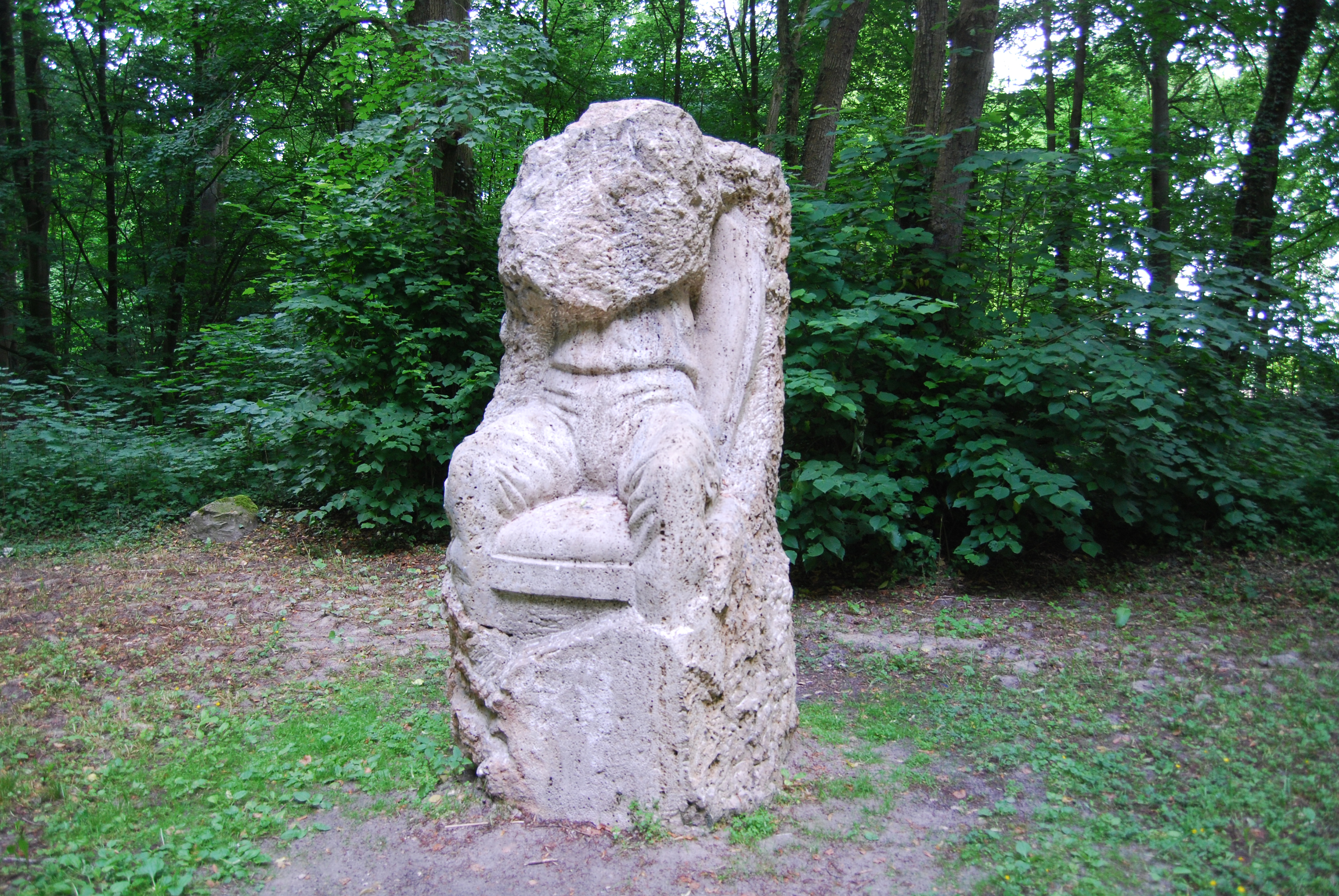
Steinskulptur Herrensitz von Norbert Marten auf dem Wittenheimer Burgplatz in Westerstede

Westerstede liegt etwa 24 Kilometer nordwestlich von Oldenburg an der Bundesautobahn 28 und etwa 32 Kilometer östlich von Leer.

## Nachbargemeinden
Westerstede grenzt – im Uhrzeigersinn von Norden – an die Gemeinden Zetel und Bockhorn im Landkreis Friesland, die Gemeinden Wiefelstede, Bad Zwischenahn, Edewecht und Apen (alle Landkreis Ammerland) und die Gemeinden Detern und Uplengen im Landkreis Leer.

## Stadtgliederung
Neben der Kernstadt Westerstede umfasst das Stadtgebiet 17 weitere Dörfer mit einem entsprechenden Ortskern (einer geschlossenen Ortschaft): Burgforde, Eggeloge, Garnholt, Gießelhorst, Halsbek, Halstrup, Hollriede, Hollwege, Hüllstede, Ihausen, Ihorst, Linswege, Moorburg, Ocholt, Tarbarg, Torsholt und Westerloy.
Zudem gibt es in Westerstede 31 weitere Ortschaften ohne geschlossenen Ortskern (offene Ortschaft): Eggelogerfeld, Felde, Fikensolt, Fikensolterfeld, Goelriehenfeld, Grafenfeld, Haarfurth, Hoheliet, Hollwegerfeld, Howiekerfeld, Hüllstederdiele, Hüllstederfeld, Jührdenerfeld, Karlshof, Kielburg, Kamperesch, Lindern, Lindenerfeld, Linswegerfeld, Mansie, Neuengland, Neulanden, Ocholterfeld, Ollenharde, Petersfeld, Seggern, Stellhorn, Südholt, Voßbarg, Westerloyerfeld und Westerstederfeld.
Somit besteht das gesamte Stadtgebiet Westerstede aus 49 Stadtteilen, inklusive der Kernstadt.
Karlshof, die jüngste Ortschaft Westerstedes, liegt unmittelbar am Naturschutzgebiet Fintlandsmoor. Das Moorgut Karlshof, das 2011 unter Denkmalschutz gestellt wurde, und der Torfabbau prägten die Entwicklungen zu einem Erholungsgebiet mit Seen, Teichen, Birken-Moorwäldern, Wäldern und Weiden.

## Geschichte

### Mittelalter und Frühe Neuzeit
Erstmals wurde die Siedlung 1123 mit dem Bau der St.-Petri-Kirche urkundlich erwähnt. Das Gebäude und das Grundstück wurden von den Rittern von Fikensolt gespendet. Dieser erste Kirchenbau aus Holz wurde 1232 durch einen Steinbau ersetzt. Im Mittelalter fand sich hier eine Wallanlage. Zum Kirchspiel der heutigen Stadtgemeinde gehören zahlreiche umliegende Dörfer. Besonders einige Hausmannshöfe davon sind wesentlich älter, als vorliegende Urkunden bezeugen. Funde von Faustkeilen, Steinbeilen und Schabern beweisen eine frühe Besiedlung. Bereits in der mittleren Steinzeit ist hier eine Wohnstelle nachweisbar. Ähnliches gilt für die alten Geestdörfer der Stadtgemeinde.
Im 15. und 16. Jahrhundert litten Westerstede und die umliegenden Dörfer häufig unter den kriegerischen Fehden zwischen den Oldenburger Grafen und den ostfriesischen Häuptlingen um die Vorherrschaft in Nordoldenburg. Hier im Grenzgebiet zwischen Oldenburg und Ostfriesland kam es am 28. März 1457 zu einer „Schlacht“, bei der die eingefallenen Ostfriesen von den Ammerländer Bauern aus den umliegenden Dörfern vernichtend geschlagen wurden. Zur Erinnerung an diese Tat wurde 1912 das sogenannte Friesendenkmal in Fikensolterfeld bei Mansie aus großen Findlingen errichtet.
Die Reformation begann 1524 auch im Ammerland zuerst an der St. Ulrichs-Kirche nahe dem Kloster Rastede Fuß zu fassen, 1579 (?) predigte in der Sankt-Petri-Kirche erstmals ein evangelischer Pastor. Im gleichen Jahr wurde auch die erste Schule im Ort erwähnt. Von den Kriegshandlungen des Dreißigjährigen Krieges wurden die Grafschaft Oldenburg und somit auch Westerstede weitgehend verschont, da der Landesherr, Graf Anton Günther, durch kluge Politik und mit Schenkungen edler Pferde aus seiner berühmten Zucht an die Feldherren die kämpfenden und plündernden Heere außerhalb der Grenzen seines Landes halten konnte. Dagegen brachte die Pest Westerstede und dem Ammerland in den Jahren 1666/67 große Verluste. 1702 hatte das Kirchspiel Westerstede 2674 Bewohner, 100 Jahre später waren es über 3700.
Die Marktrechte verlieh Herzog Peter Friedrich Ludwig den Westerstedern 1785. Zu dieser Zeit existierte noch das Bannrecht. Im Kirchspiel Westerstede gab es zwei herrschaftliche Bannmühlen, eine in Burgforde und eine in Gießelhorst. Nach 1800 wurde der Mühlenbann aufgehoben, 97 Jahre später zählte man im Gemeindegebiet 16 private Windmühlen. 1811 besetzten die Franzosen das Herzogtum Oldenburg, Westerstede hatte nun Napoleon als Landesherren. 1813 endete diese Fremdherrschaft: Am 6. November erstürmten 200 Kosaken den Kirchhof, auf dem sich die Franzosen verschanzt hatten. Zu jener Zeit war die Armut im Lande groß. Zwei Jahre danach, am 15. April 1815, brach im Zentrum des Ortes ein verheerender Brand aus. Nach wenigen Stunden lagen über 50 Häuser, Scheunen und Stallungen in Schutt und Asche. Dem damaligen Amtmann Peter Ludwig Carl Friederich von Negelein (1783–1826), Besitzer von Schloss Fikensolt, verdankt Westerstede den großzügigen und raschen Wiederaufbau des Ortes nach einem Plan, der die zukünftige Entwicklung entscheidend prägte. Im Mittelpunkt eines teilweise neu angelegten Straßennetzes liegt seither der vergrößerte Marktplatz vor der Kirche.
Im Jahre 1858 wurde Westerstede Amtssitz des um Zwischenahn und Edewecht vergrößerten alten Amtes Westerstede. Das 1819 erbaute Amtshaus – heute Polizeidienststelle – erfüllte über 150 Jahre bis zum Neubau des Kreishauses an der Ammerlandallee seinen Zweck. 1876 wurde der Ort mit der Eröffnung der Schmalspurbahn nach Ocholt an das Eisenbahnnetz angeschlossen. Weiterhin befindet sich in Westerstede der einzige Jüdische Friedhof des Ammerlandes. 1927 erhielt die Gemeinde das Rathaus am Markt. Bis dahin war im Wohnhaus des jeweiligen Gemeindevorstehers eine Amtsstube eingerichtet.

### 20. Jahrhundert
Bereits 1922 wurden die nationalsozialistischen Gedanken in Westerstede Platz aufgegriffen. 1929 nahm die Stärke der Nationalsozialisten bei den Wahlen zu. Die Zustimmung wuchs und damit der Druck auf die jüdische Minderheit. Nach Hitlers Machtübernahme 1933 gab es eine breite Zustimmung für den Nationalsozialismus in der Bevölkerung (über 80 %). Von den 33 jüdischen Bürgern wanderten 16 aus, 15 sind durch den NS-Terror umgekommen. Unter den Auswanderern befand sich Karl Polak. Auf die Verfolgung jüdischer Mitbürger verweist heute eine Gedenktafel von 1988 an der Stadtbücherei, dem ehemaligen Wohnhaus der Familie Polak.
Am 3. Mai 1945 wurde Westerstede als Lazarettort kampflos von polnischen und kanadischen Truppen besetzt, ohne dass nennenswerte Schäden entstanden. Mit Ausnahme von Halsbek haben auch die Dörfer der Gemeinde kaum unter Kampfhandlungen gelitten.
Schon im März 1945 hatten die ersten Flüchtlinge den Ort erreicht. In der Folgezeit wurde die Gemeinde ein starkes Aufnahmegebiet für die aus den deutschen Ostprovinzen vertriebenen Landsleute. Die Einwohnerzahl stieg sprunghaft von 10.320 auf 15.957.
Schon bald nach Kriegsende, verstärkt aber nach der Währungsreform im Juni 1948, begann die kommunalpolitische Aufbauarbeit. Wohnungs- und Schulbau hatten in jenen Jahren eine zentrale Bedeutung. Am 28. Mai 1977 wurden Westerstede die Stadtrechte verliehen. Bis dahin war die Gemeinde als Sitz des Landkreises Ammerland einer der wenigen Kreishauptorte in Deutschland, da sie keine Gemeinde mit Stadtrechten war. Mit dem Ausbau der Innenstadt zur Fußgängerzone und dem Anschluss an die Autobahn erlangte der Ort als Mittelzentrum zwischen Oldenburg und Leer das Gepräge einer modernen Kreisstadt mit heute über 22.000 Einwohnern. Westerstede gehörte bis zum 31. Dezember 2004 zum Regierungsbezirk Weser-Ems, der infolge einer Verwaltungsreform mit Ablauf dieses Datums aufgelöst wurde.

### Einwohnerstatistik

Einwohnerentwicklung von Westerstede von 1998 bis 2016

| Jahr | Einwohner |
| ---- | --------- |
| 1998 | 21.141    |
| 1999 | 21.312    |
| 2000 | 21.335    |
| 2001 | 21.433    |
| 2002 | 21.668    |
| 2003 | 21.800    |

| Jahr | Einwohner |
| ---- | --------- |
| 2004 | 21.915    |
| 2005 | 21.906    |
| 2006 | 22.117    |
| 2012 | 21.927    |
| 2016 | 22.399    |
| 2019 | 22.952    |

### Konfessionsstatistik
Derzeit gehört die Bevölkerung der Stadt Westerstede mit 49 % mehrheitlich dem evangelisch-lutherischen Glauben an. Fast 8 % sind katholisch. Stand Dezember 2022
| Konfession               | Anteil  |
| ------------------------ | ------- |
| Evangelisch-lutherisch   | 48,94 % |
| Sonstige, konfessionslos | 42,85 % |
| Römisch-katholisch       | 07,66 % |

Mit Stand Juni 2012 gehörte die Bevölkerung der Stadt Westerstede mit rund 63 % absolut mehrheitlich dem evangelisch-lutherischen Glauben an. Fast 8 % waren katholisch.
| Konfession               | Anteil  |
| ------------------------ | ------- |
| Evangelisch-lutherisch   | 62,73 % |
| Sonstige, konfessionslos | 29,69 % |
| Römisch-katholisch       | 07,93 % |

## Politik

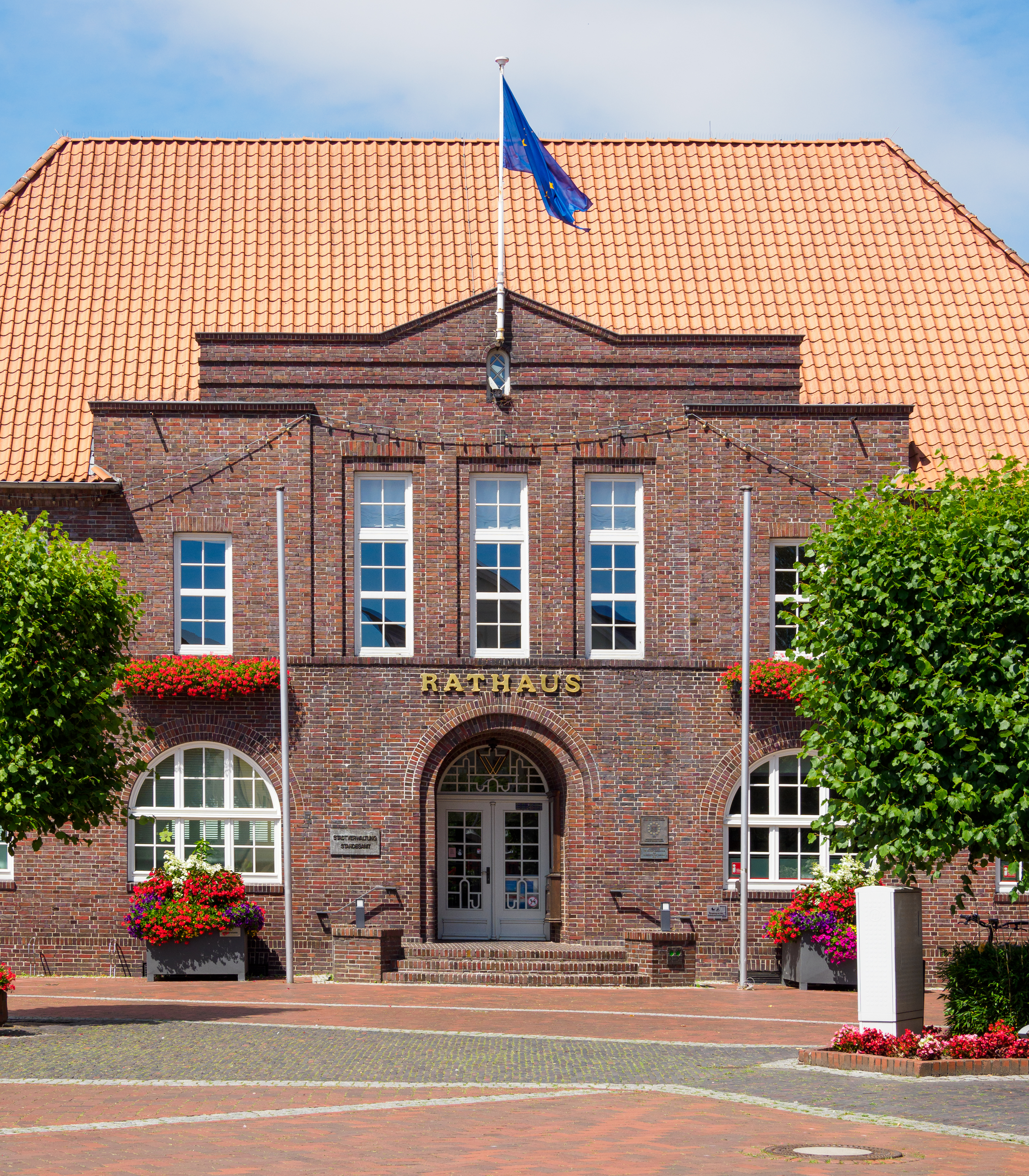
Rathaus Westerstede, Klinkerexpressionismus von 1926

### Rat
Der Rat der Stadt Westerstede besteht aus 34 Ratsfrauen und Ratsherren. Dies ist die festgelegte Anzahl für eine Gemeinde mit einer Einwohnerzahl zwischen 20.001 und 25.000 Einwohnern. Die 34 Ratsmitglieder werden durch eine Kommunalwahl für jeweils fünf Jahre gewählt. Die aktuelle Amtszeit begann am 1. November 2021 und endet am 31. Oktober 2026.
Stimmberechtigt im Rat ist außerdem der hauptamtliche Bürgermeister Michael Rösner (UWG).
Bei den letzten Kommunalwahlen zum Rat kam es zu folgenden Ergebnissen:
| Partei                 | 2021              | 2021              | 2021              |                   | 2016              | 2016              | 2016             | 2011             | 2011             | 2011              | 2006              | 2006              | 2006             | 2001             | 2001             | 2001 |
| Partei                 | %                 | Stimmen           | Sitze             | %                 | Stimmen           | Sitze             | %                | Stimmen          | Sitze            | %                 | Stimmen           | Sitze             | %                | Stimmen          | Sitze            |      |
| ---------------------- | ----------------- | ----------------- | ----------------- | ----------------- | ----------------- | ----------------- | ---------------- | ---------------- | ---------------- | ----------------- | ----------------- | ----------------- | ---------------- | ---------------- | ---------------- | ---- |
| CDU                    | 37,4              | 12.520            | 13                | 39,0              | 12.318            | 13                | 34,1             | 9.817            | 12               | 37,7              | 10.857            | 13                | 31,5             | 9.058            | 11               |      |
| SPD                    | 15,7              | 5.247             | 5                 | 22,9              | 7.244             | 8                 | 25,8             | 7.411            | 9                | 22,9              | 6.588             | 8                 | 32,9             | 9.464            | 12               |      |
| UWG                    | 13,7              | 4.597             | 5                 | 15,0              | 4.746             | 5                 | 10,8             | 3.099            | 4                | 9,6               | 2.752             | 3                 | 11,0             | 3.168            | 4                |      |
| Grüne                  | 10,7              | 3.578             | 4                 | 10,1              | 3.201             | 3                 | 13,5             | 3.874            | 4                | 6,0               | 1.714             | 2                 | 5,9              | 1.688            | 2                |      |
| FDP                    | 7,6               | 2.548             | 3                 | 11,2              | 3.538             | 4                 | 15,8             | 4.555            | 5                | 23,8              | 6.852             | 8                 | 18,5             | 5.312            | 6                |      |
| FWG WAEinzelbewerber 1 | 7,1               | 2.362             | 2                 | –                 | –                 | –                 | –                | –                | –                | –                 | –                 | –                 | –                | –                | –                |      |
| Einzelbewerber 2       | 4,4               | 1.455             | 1                 | 1,8               | 576               | 1                 | –                | –                | –                | –                 | –                 | –                 | –                | –                | –                |      |
| Linke                  | 2,0               | 684               | 1                 | –                 | –                 | –                 | –                | –                | –                | –                 | –                 | –                 | –                | –                | –                |      |
| Wahlbeteiligung        | 59,4 %            | 59,4 %            | 59,4 %            | 58,9 %            | 58,9 %            | 58,9 %            | 55,4 %           | 55,4 %           | 55,4 %           | 57,0 %            | 57,0 %            | 57,0 %            | 59,1 %           | 59,1 %           | 59,1 %           |      |
| Wahlbeteiligung        | 11.443 von 19.241 | 11.443 von 19.241 | 11.443 von 19.241 | 10.882 von 18.470 | 10.882 von 18.470 | 10.882 von 18.470 | 9.993 von 18.027 | 9.993 von 18.027 | 9.993 von 18.027 | 10.031 von 17.610 | 10.031 von 17.610 | 10.031 von 17.610 | 9.939 von 16.815 | 9.939 von 16.815 | 9.939 von 16.815 |      |

Prozentangaben gerundet

### Bürgermeister
Hauptamtlicher Bürgermeister der Stadt Westerstede ist seit 2019 Michael Rösner (UWG). In einer Stichwahl am 16. Juni 2019 wurde er mit 51,29 % der Stimmen gewählt und konnte seine Gegenkandidatin Hilke Hinrichs (parteilos) mit 48,77 % knapp hinter sich lassen. Die Wahlbeteiligung lag bei 49,32 %. Rösner trat sein Amt am 1. November 2019 an.

### Wappen und Flagge

Beschreibung in der Hauptsatzung: „Das Wappen der Stadt Westerstede zeigt in einer weißen (silbernen) Schildfläche einen grünen Eichbaum auf grünem Hügel. Vor dem Eichbaum befindet sich ein spitzer gelber (goldener) Schild mit zwei roten Zick-Zack-Balken.“ Die Balken beziehen sich auf ein sagenhaftes ammerländisches Symbol.
Die Flagge zeigt in der oberen Hälfte die Farbe rot, in der unteren Hälfte die Farbe gelb. Die Mitte der Flagge ist mit dem Stadtwappen belegt.

### Städtepartnerschaften
Seit Januar 2004 besteht eine Partnerschaft mit der Stadt Pleszew in Polen.

## Kultur und Sehenswürdigkeiten

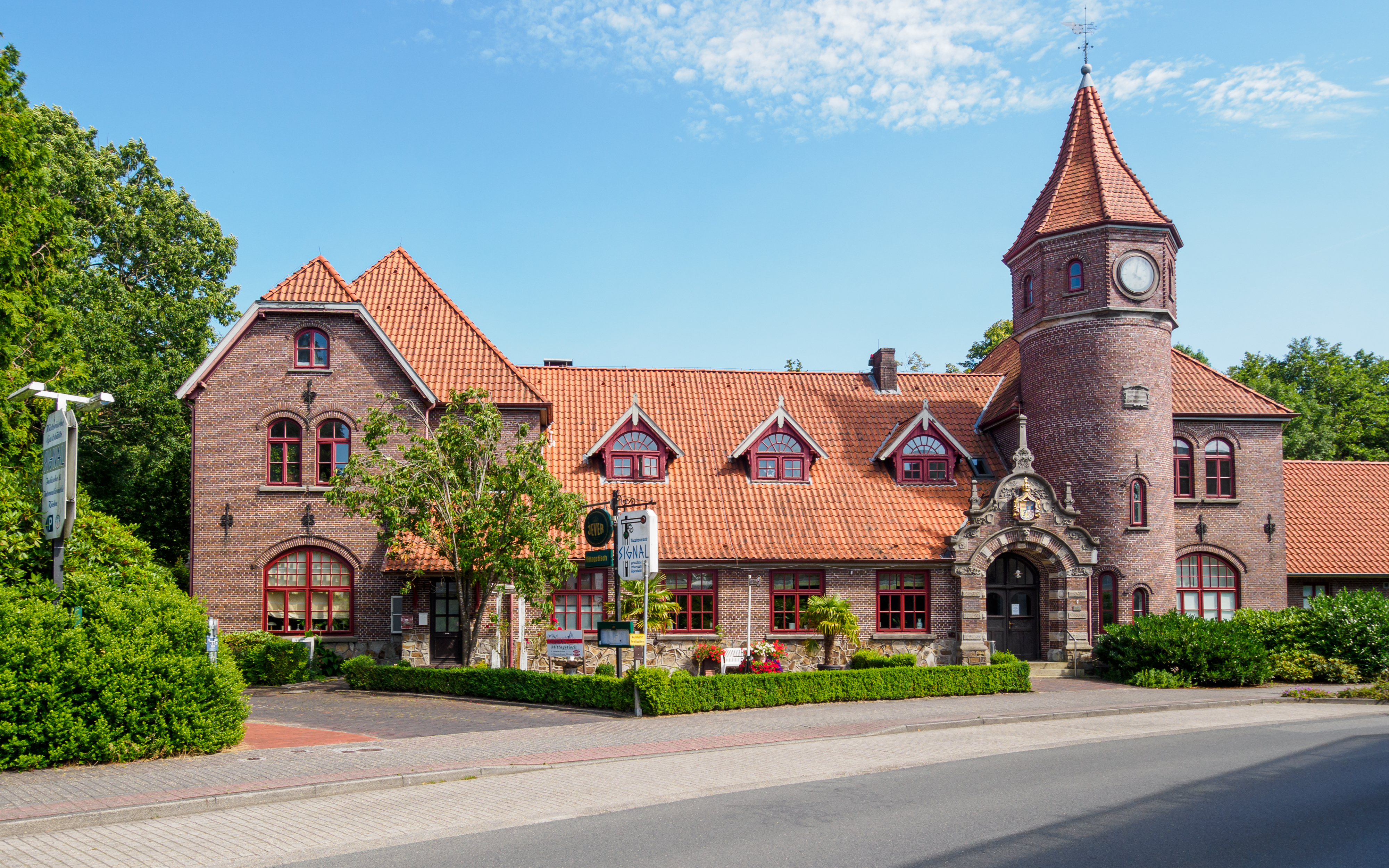
Ehemaliger Bahnhof Westerstede

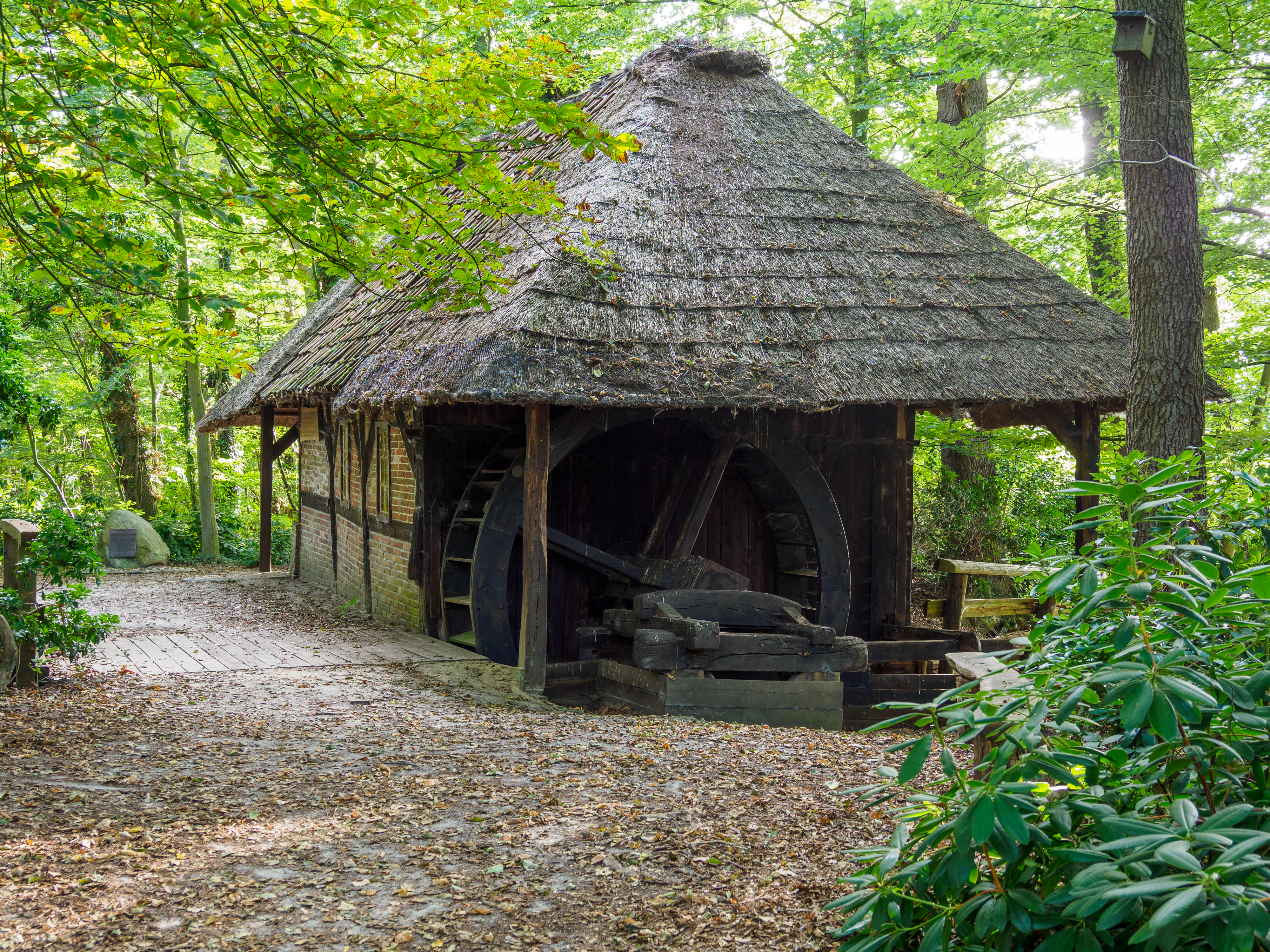
Im Wald: Howieker Wassermühle

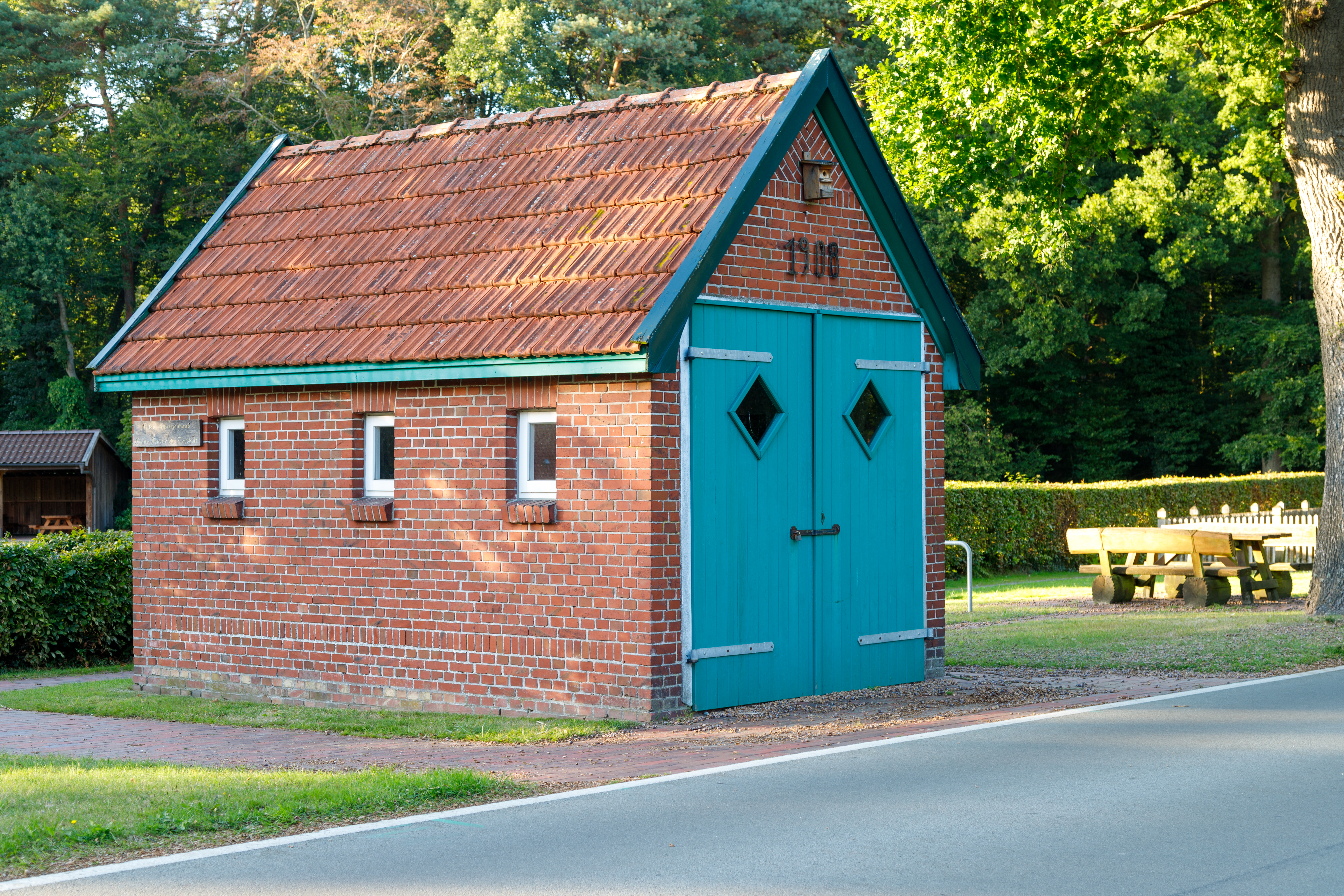
Altes Spritzenhaus der Freiwilligen Feuerwehr Torsholt

### Bauwerke
- Alte Pastorei
- Alter Bahnhof
- Bethaus (Felde), älteste Baptistenkirche Deutschlands
- Bürgerhäuser
- Hotel Busch
- Howieker Wassermühle
- kath. Herz-Jesu-Kirche mit Westersteder Madonna und Eule-Orgel
- Krömerei
- Mansinger Burgplatz
- Moorgut Karlshof
- Schloss Fikensolt
- St.-Petri-Kirche, ev.-luth., mit markantem Turm, historischem Flügelaltar, Triumphkreuzgruppe, Wandmalereien und separatem Glockenturm, Altarfenster, Kirchenfenster, Ahrend-Orgel mit historischem Orgelprospekt von Joachim Kayser
- Wittenheimer Burgplatz mit „Herrensitz“
- Abraxas (Café und Atelier), ehemaliges Gefängnis
- Ehemalige Spritzenhäuser der Westersteder Feuerwehren

### Kunstwerke
- Vom Bildhauer Norbert Marten
  - „Herrensitz“, Steinskulptur mit zwei steinernen Wächtern, Wittenheimer Burgplatz, Burgforde
  - Historischer Flügelaltar der St.-Petri-Kirche mit Bronze-Ergänzung
  - „Paulus“, Bronze-Halbrelief in der Paulus-Kirche, Westerstede-Ocholt von Bildhauer Norbert Marten
- „Petrus-Fenster“ der St.-Petri-Kirche vom Glasbildner Wilhelm Buschulte
- Von der Bildhauerin Alice Peters-Ohsam
  - Brunnen aus Stein und Bronze (1984), Marktplatz
  - Die Marktfrau „Oma Apen“ aus Bronze (Entwurf 1980, Ausführung 2012), Marktplatz
  - Stehendes Mädchen aus Bronze (1960), Thalenweide hinter der Bibliothek
  - Trauernde aus Klinker (1958), Thalenweide
  - Trompeter aus Bronze  (um 1990), An der Krömerei 2
  - Musizierende aus Bronze (1990), Postplatz

### Theater
- Freilichttheatergemeinschaft Westerstede e. V.
- Verein Kultur-Genuss – die Vortragsvereinigung

### Parks
- Maxwaldpark Fikensolt
- Rhododendronpark Linswege

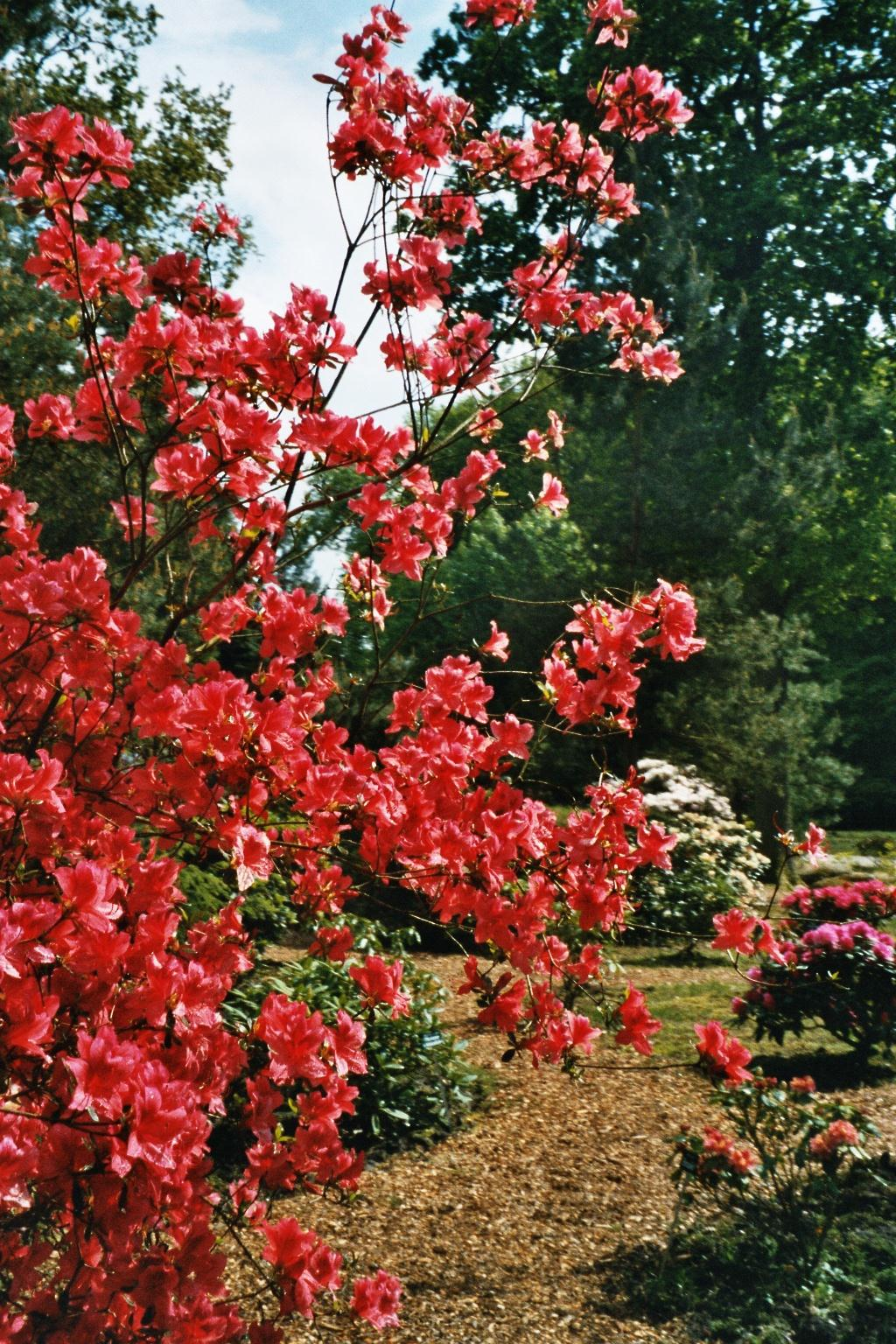
Rhododendronpark Linswege

- Stadtpark Thalenweide mit ehemaligem Wasserturm
- LandErlebnis Janßen (ehemaliger Vogelpark)
- Park der Raritäten Hüllstede

### Musik
- Chöre: Cappella Vocale Westerstede, Gospel Souls Ihausen
- Konzerte in der Kapelle Felde
- Konzerte in der St.-Petri-Kirche
- Konzerte im Forum
- Konzerte (teils des Gymnasiums) in der Aula des Gymnasiums
- Rock 'n Rhodo Festival (Hössen)
- Musikschule: Musikschule Ammerland e. V., GSJM Gitarrenschule Jens Machens
- Rockbands: Nachtaktiv, Drowned In A Daydream, Everend, The Six Leaves, Budapester Bumsorchester, Reported Speech, Van Veen, Disrupted, The Fuzzels
- Akustische Bands: Dead Fuse

### Sport
- Hössensportzentrum mit Hallenbad mit Eltern-Kind-Bereich und Wasserrutsche, Freibad, Sportschule (28 Betten) mit Tagungsräumen, Jugendherberge (68 Betten) mit Tagungsräumen, Sporthallen, Fitnesscenter, Sportplätzen, Beachfeld, Skaterplatz
- Radwege und Wanderwege
- Sporthalle Oberschule Westerstede (OBS)

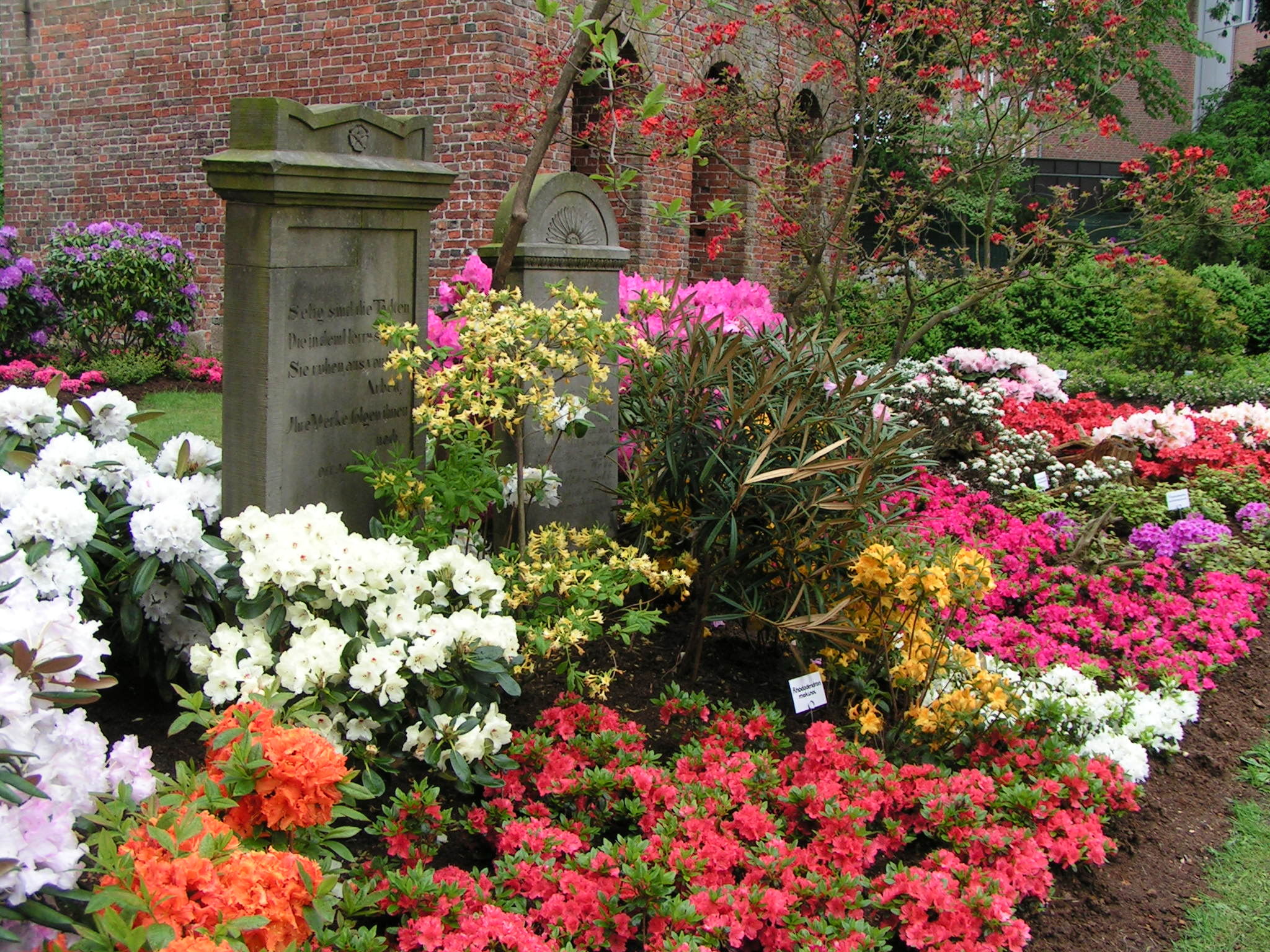
Rhodo 06: Traditioneller Standort bei der Petrikirche

### Regelmäßige Veranstaltungen
Veranstaltungen in der Westersteder Innenstadt:
- Alle vier Jahre werden die Rhododendronfesttage („Rhodo“) veranstaltet (siehe unter Liste von Rhododendron-Parkanlagen). Eine Ausnahme bildet das Jahr 2023: Dadurch, dass der Eintritt frei war, konnte die Ausstellung auf die Innenstadt und den Stadtpark ausgedehnt werden.

- Alle zwei Jahre führt die Freilichttheatergemeinschaft Westerstede e. V. auf dem Alten Markt Freilichttheater auf.
- Frühjahrs- und Herbstmarkt am jeweils ersten Wochenende im Mai bzw. November.
- Alle zwei Jahre findet die Stadtolympiade Westerstede statt, bei der Teams mit mindestens sechs bis maximal zehn Mitgliedern in verschiedenen Disziplinen gegeneinander antreten. Die Disziplinen sind Radfahren, Schießen, Staffellauf, Tauziehen (6 Mannschaftsmitglieder ziehen ein Feuerwehrfahrzeug), Boßeln und Staffel-Schwimmen.[12]
- Jährlich findet der „Auto-Frühling“ in der Westersteder Innenstadt statt.
- Jährlich findet das Westersteder Stadtfest im Sommer statt. Ehemals „Kulinarische Nacht“.

An den Schulen in Westerstede finden jährlich unter anderem diese Veranstaltungen statt:
- Gymnasium Westerstede: Serenade, Sommerkonzert und Sommerfest
- Oberschule Westerstede (OBS): Wintergala
- Das Sommerfest der Gitarrenschule Jens Machens.

## Wirtschaft und Infrastruktur

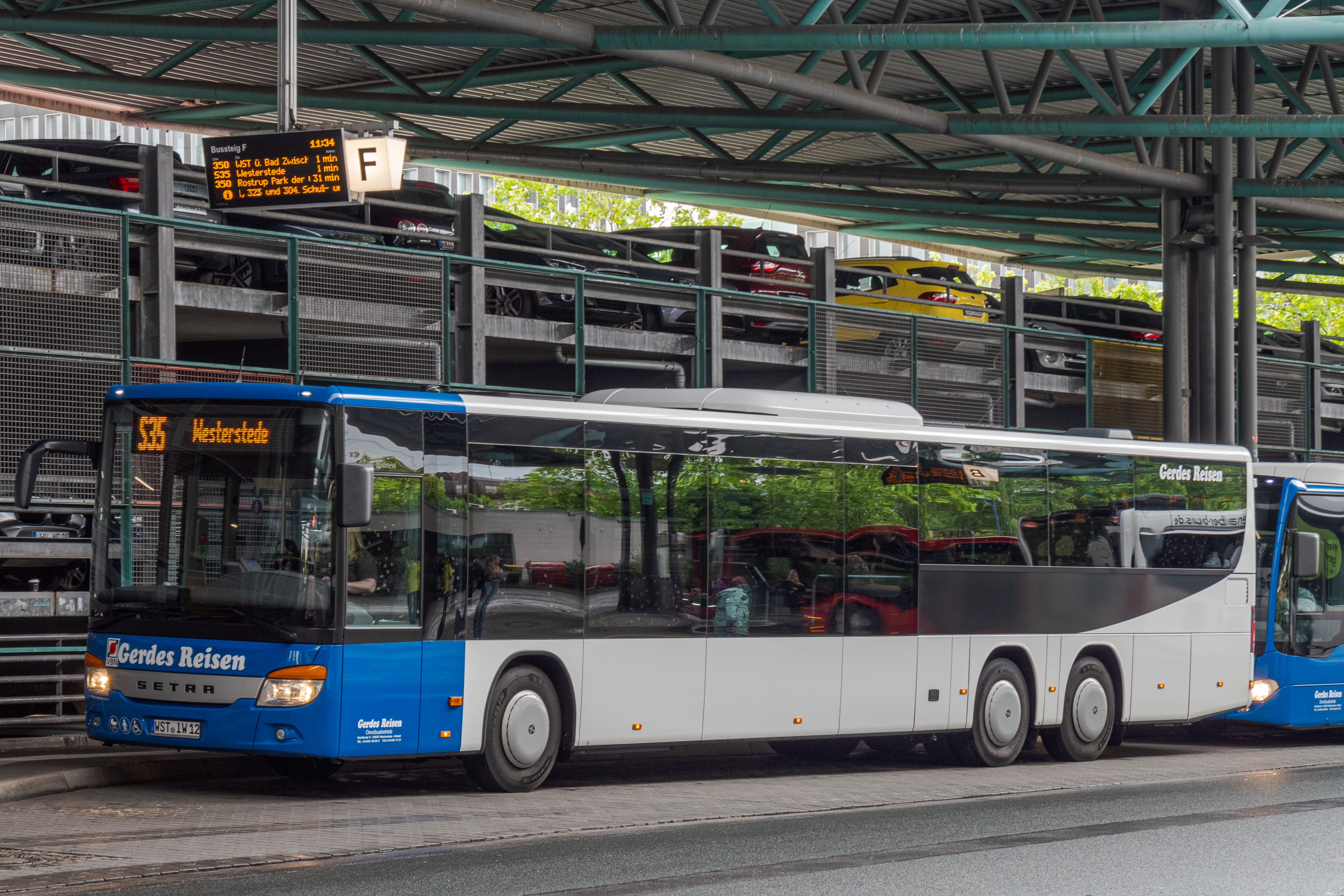
Die Schnellbuslinie S35 verbindet Westerstede mit Oldenburg ZOB

### Verkehr

#### Autobahn
Durch die Stadt führt die Autobahn A 28. Westerstede ist über drei Anschlussstellen („Westerstede“ im Zentrum, „Westerstede-West“ in Westerstede-Hollwege und „Bad-Zwischenahn-West“ in Westerstede-Gießelhorst) an diese angebunden. Die Autobahn schließt Westerstede an das Fernstraßennetz an, verbindet das Mittelzentrum Westerstede in südöstlicher Richtung direkt mit dem nächsten Oberzentrum Oldenburg und führt in westlicher Richtung zum benachbarten Mittelzentrum Leer. Nachbarstädte und Fernstraßen nördlich, östlich und südwestlich von Westerstede sind über Landesstraßen zu erreichen.
In Planung befindet sich das Westersteder-Dreieck, welches eine Anschlussstelle in Westerstede-Garnholt für die A20 werden soll. Die Bundesautobahn A20 soll hier an die Bundesautobahn A28 angeschlossen werden.
Die am 5. Mai 2017 im Verkehrsverbund Bremen/Niedersachsen eröffnete Landesbuslinie S35 nutzt die Autobahn, um Westerstede direkt und schnell mit Oldenburg zu verbinden. Sie verkehrt im Stundentakt bei Fahrzeiten von 14 bis 45 Minuten zwischen beiden Städten, je nach gewählten Haltestellen.

#### Eisenbahn
Im Ortsteil Ocholt befindet sich der Bahnhof Westerstede-Ocholt an der Bahnstrecke Oldenburg–Leer.
Im Bahnhof zweigen zwei weitere Strecken ab:
- Die Strecke nach Sedelsberg im Saterland der Emsländischen Eisenbahn wird regelmäßig im Güterverkehr befahren.
- Die Bahnstrecke Ellenserdamm–Ocholt ist stillgelegt und weitgehend abgebaut; lediglich zwischen Westerstede und Westerstede-Ocholt wird auf dem Gleis seit 2006 saisonal ein Draisinenverkehr angeboten.[15]

#### Bürgerbus
Es verkehrt zusätzlich zum normalen ÖPNV-Angebot seit dem 1. Juni 2010 ein Bürgerbus des Vereins BürgerBus Westerstede e. V., der die Stadt mit den Ortsteilen Hollwege, Moorburg, Hollriede, Neuengland, Halsbek und Eggeloge verbindet. Der Bahnhof Westerstede-Ocholt sowie die Ortsteile Fikensolt, Mansie, Lindern und Ocholt sind ebenfalls angebunden.

### Ansässige Unternehmen
- Hauptgeschäftszweig der Stadt ist der Tourismus mit Ferienwohnungen, Campingplätzen und Radwanderwegen sowie Gastronomie. Eine große Rolle spielt der Gartenbau; insbesondere Baumschulen und der Blumen- und Zierpflanzenbau.
- Die Dostofarm, ein mittelständischer Hersteller von natürlichen Zusatzstoffen und Spezialprodukten für Tierernährung und Tierhaltung, ist seit 1999 in Westerstede ansässig.
- Die Ammerländer Versicherung VVaG hat ihren Sitz in Westerstede.[17]
- Das Unternehmen Dorma hat in Ocholt eine Zweigniederlassung.
- Der Glasproduzent Semcoglas hat seinen Hauptsitz in Westerstede.

### Gesundheitswesen
- Ammerland-Klinik, Akademisches Lehrkrankenhaus der Medizinischen Hochschule Hannover[18] mit 343 Betten und ca. 1200 Beschäftigten. Die Ammerland-Klinik verfügt über verschiedene zertifizierte Zentren: Brustzentrum seit 2005, Darmzentrum seit 2006, Gefäßzentrum (Gefäßchirurgie und Radiologie) seit 2003, Stroke-Unit (Schlaganfall) seit 2007, Chest-Pain Unit seit 2013, Endometriosezentrum, Beckenbodenzentrum.
- Bundeswehrkrankenhaus Westerstede in Kooperation mit der Ammerlandklinik, seit 2008.
- Gemeinsam bilden Ammerland-Klinik und Bundeswehrkrankenhaus das Klinikzentrum Westerstede.

### Erwerbstätigkeit
In der Stadt Westerstede gibt es 7.757 Erwerbstätige. Davon sind
- 40,12 % im öffentlichen Dienst bzw. sonstigen Bereichen tätig.
- 29,06 % im produzierenden Gewerbe tätig.
- 21,89 % in Handel, Verkehr oder Nachrichtenvermittlung tätig.
- 8,93 % in Land- und Forstwirtschaft (einschließlich Gartenbau) tätig.

### Bildung

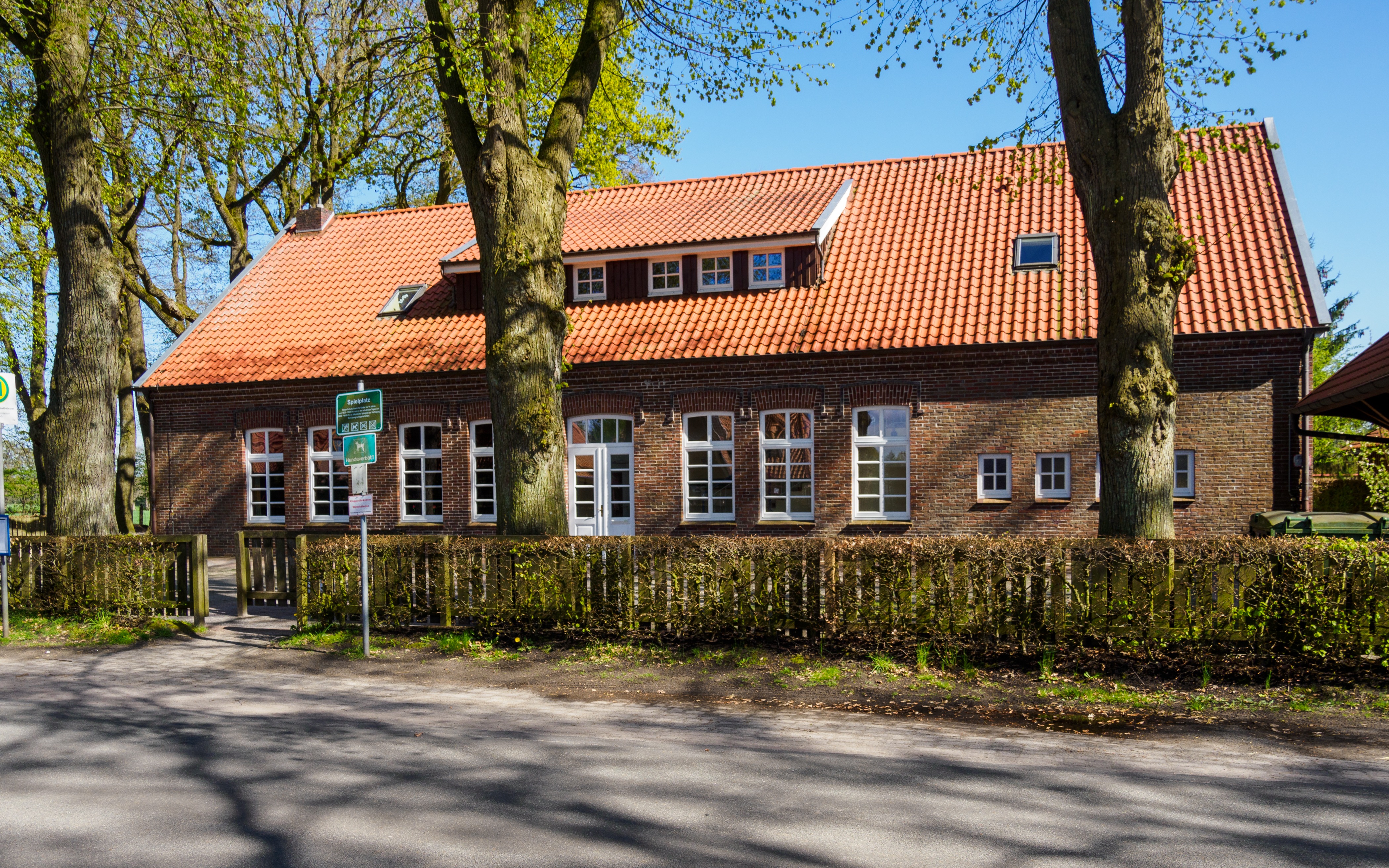
Grundschule Gießelhorst

- Brakenhoffschule (Grundschule) Westerstede
- Schule an der Goethestraße (Förderschule Lernen/Lernförderung) Westerstede
- Oberschule Westerstede
- Europaschule Gymnasium Westerstede
- Grundschule Westerstede-Gießelhorst
- Grundschule Westerstede-Halsbek
- Verlässliche Grundschule Westerstede-Ocholt
- Volle Halbtagsgrundschule Westerstede-Westerloy (Integrationsklassen)
- Carlo Collodi Schule (staatl. anerk. Förderschule f. soziale und emotionale Entwicklung) Westerstede-Linswege
- Eibenhorst-Schule Torsholt (staatl. anerk. Schule f. Erziehungshilfe) Westerstede-Torsholt
- Evangelisches Bildungswerk Ammerland (EBA)
- Kreisvolkshochschule Ammerland (KVHS)
- Musikschule Ammerland e. V.

## Bildergalerie

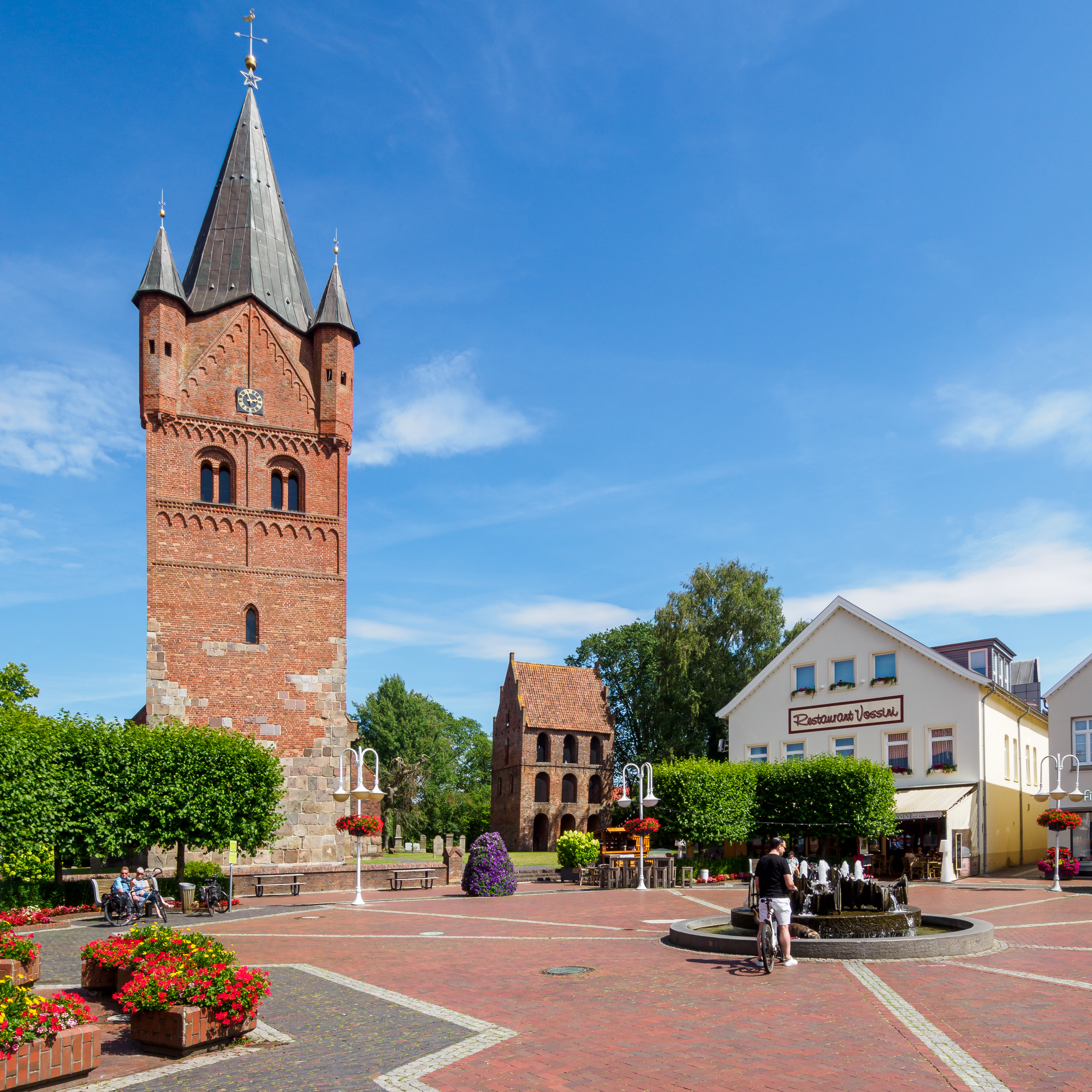
Markt mit Brunnen, St. Petri-Kirche und Glockenturm
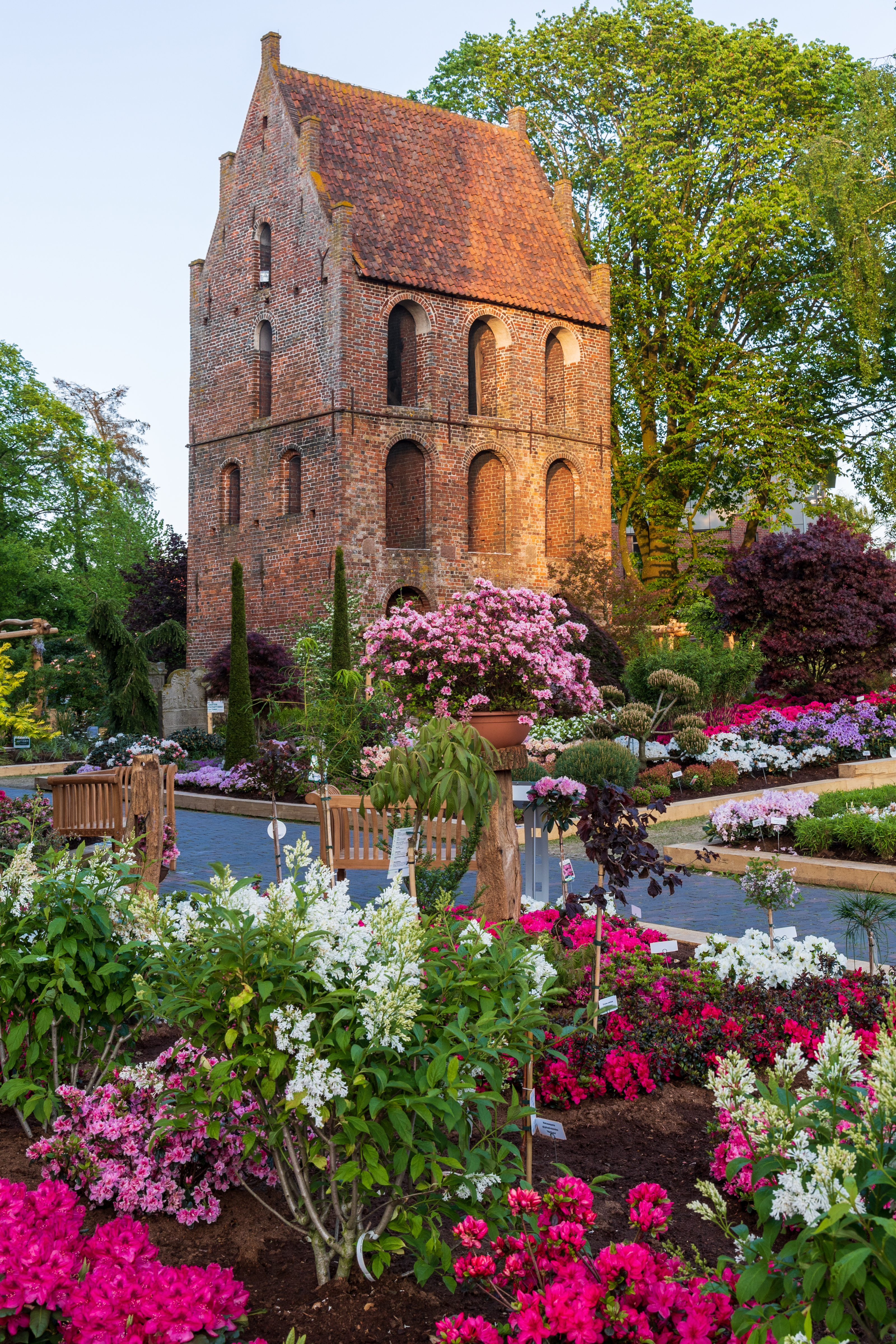
Rhodo 2023 und Glockenturm
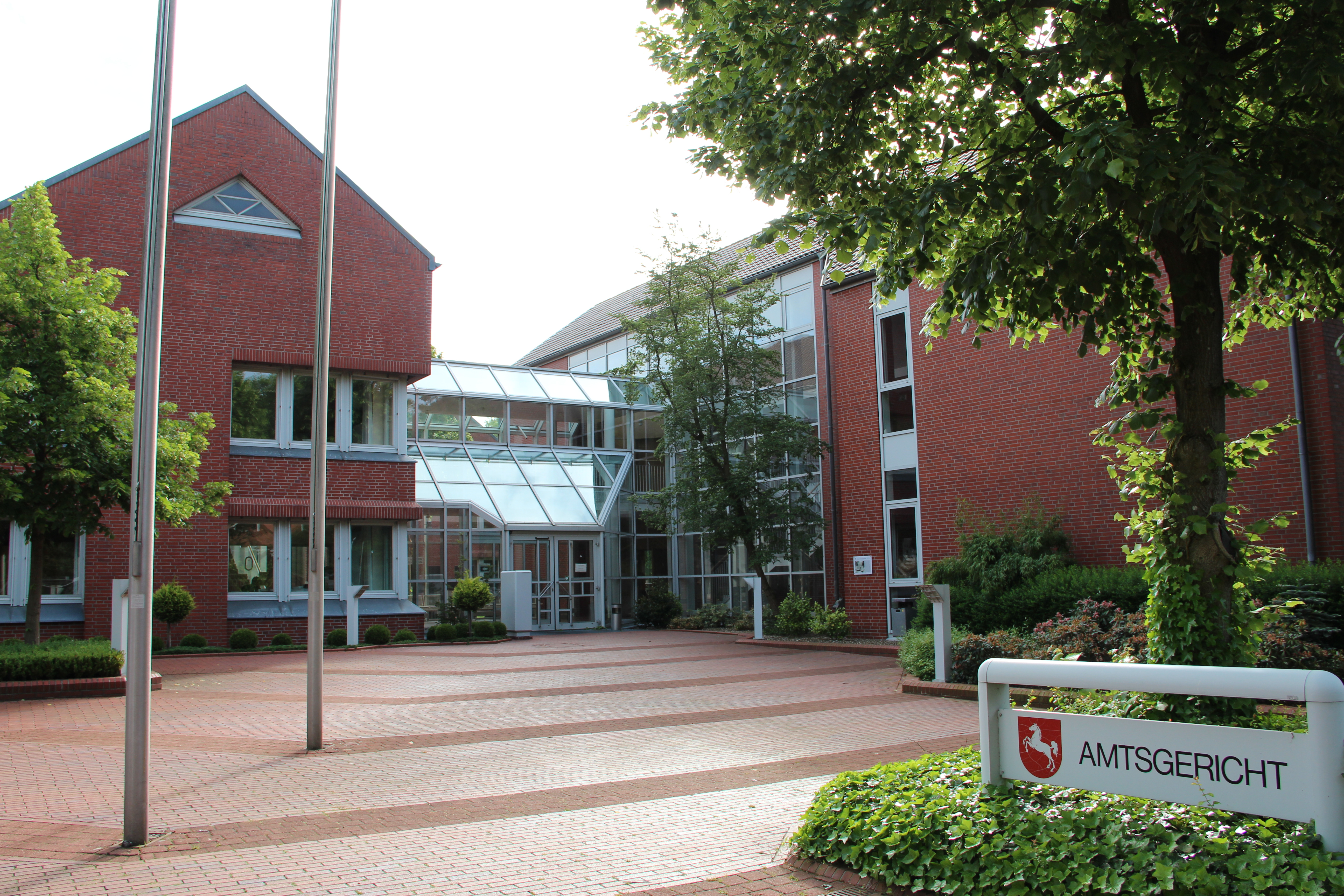
Amtsgericht (2012)
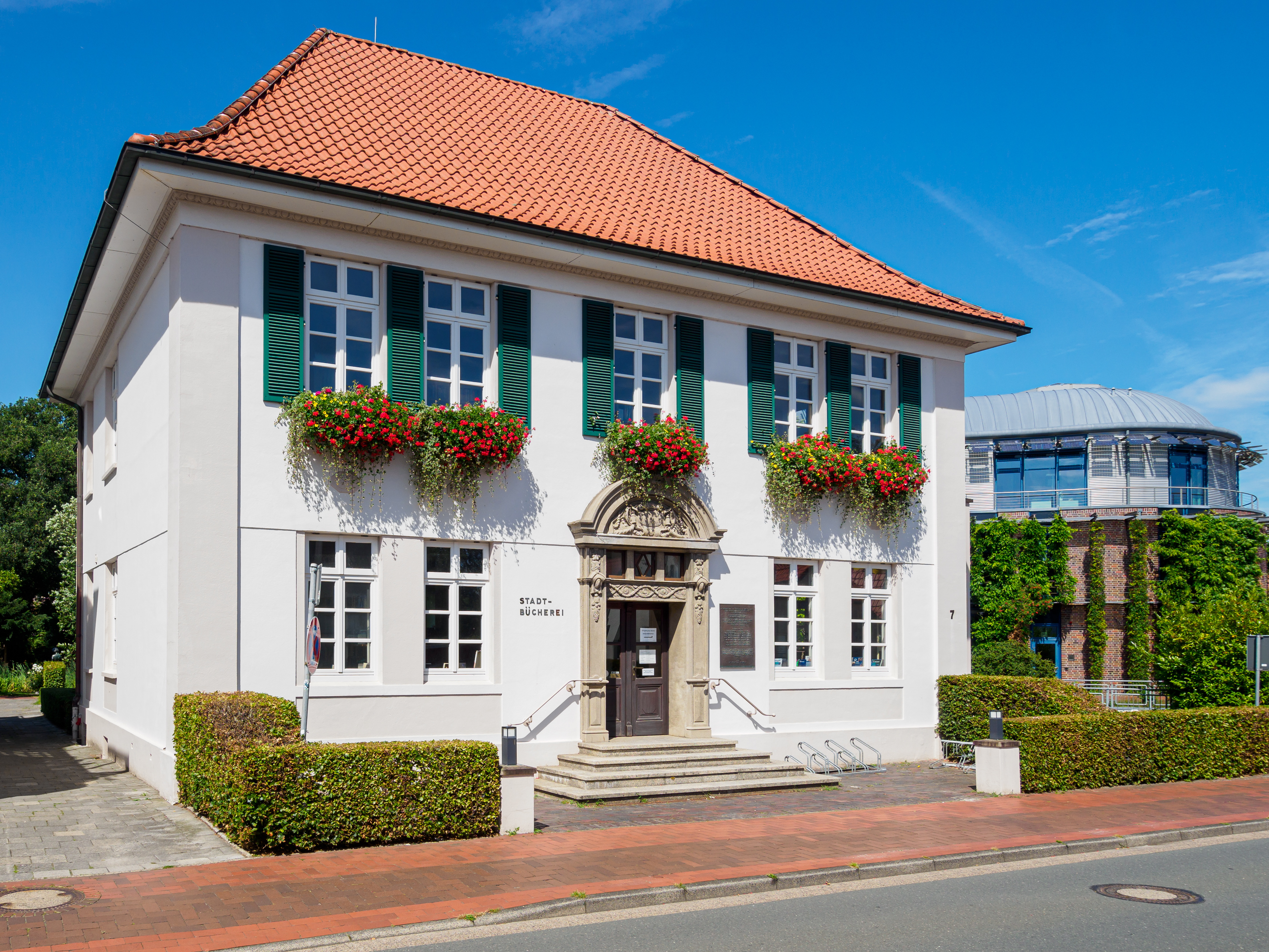
Stadtbücherei, Poststr. 7
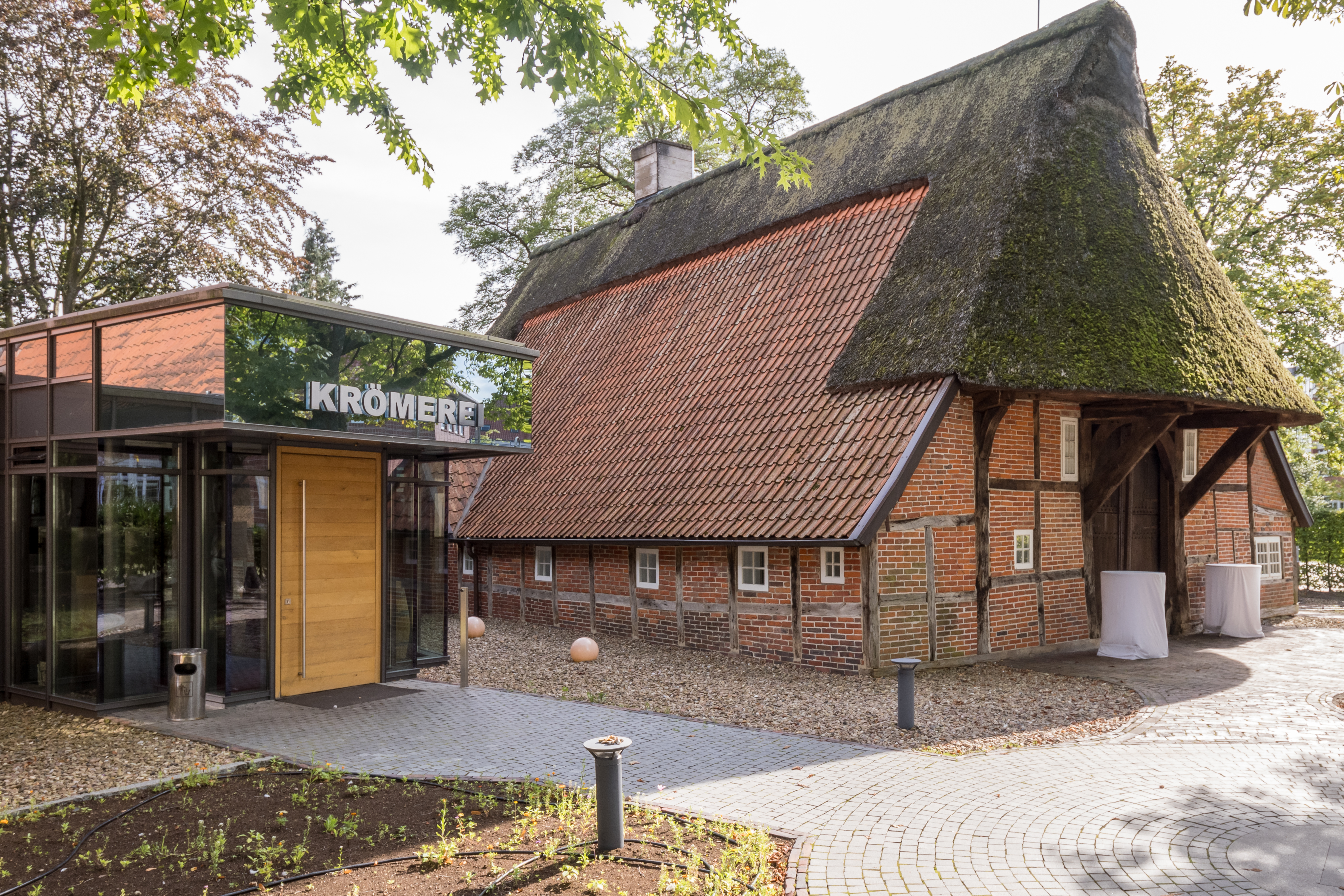
Krömerei
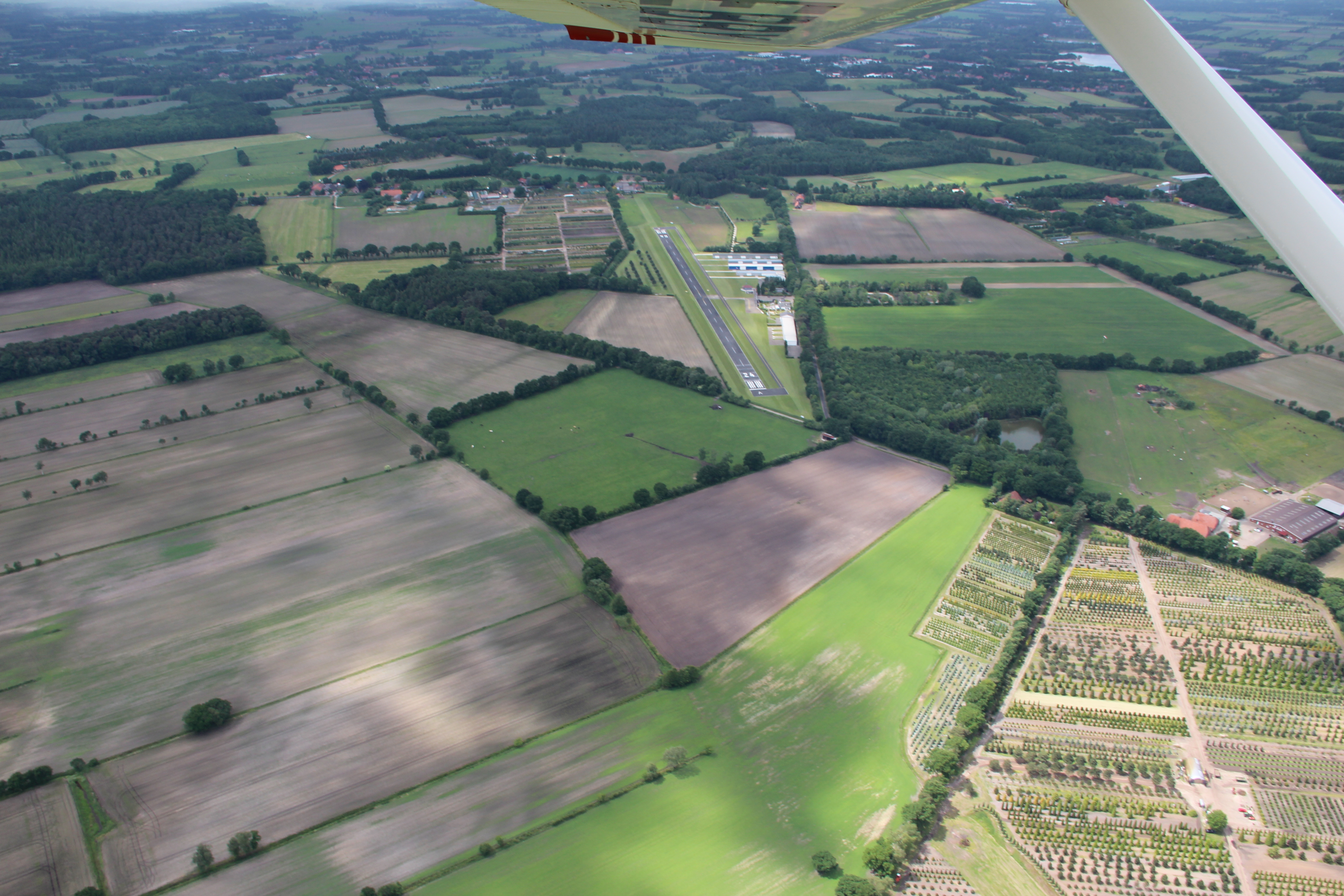
Flugplatz Westerstede-Felde aus der Luft (2012)
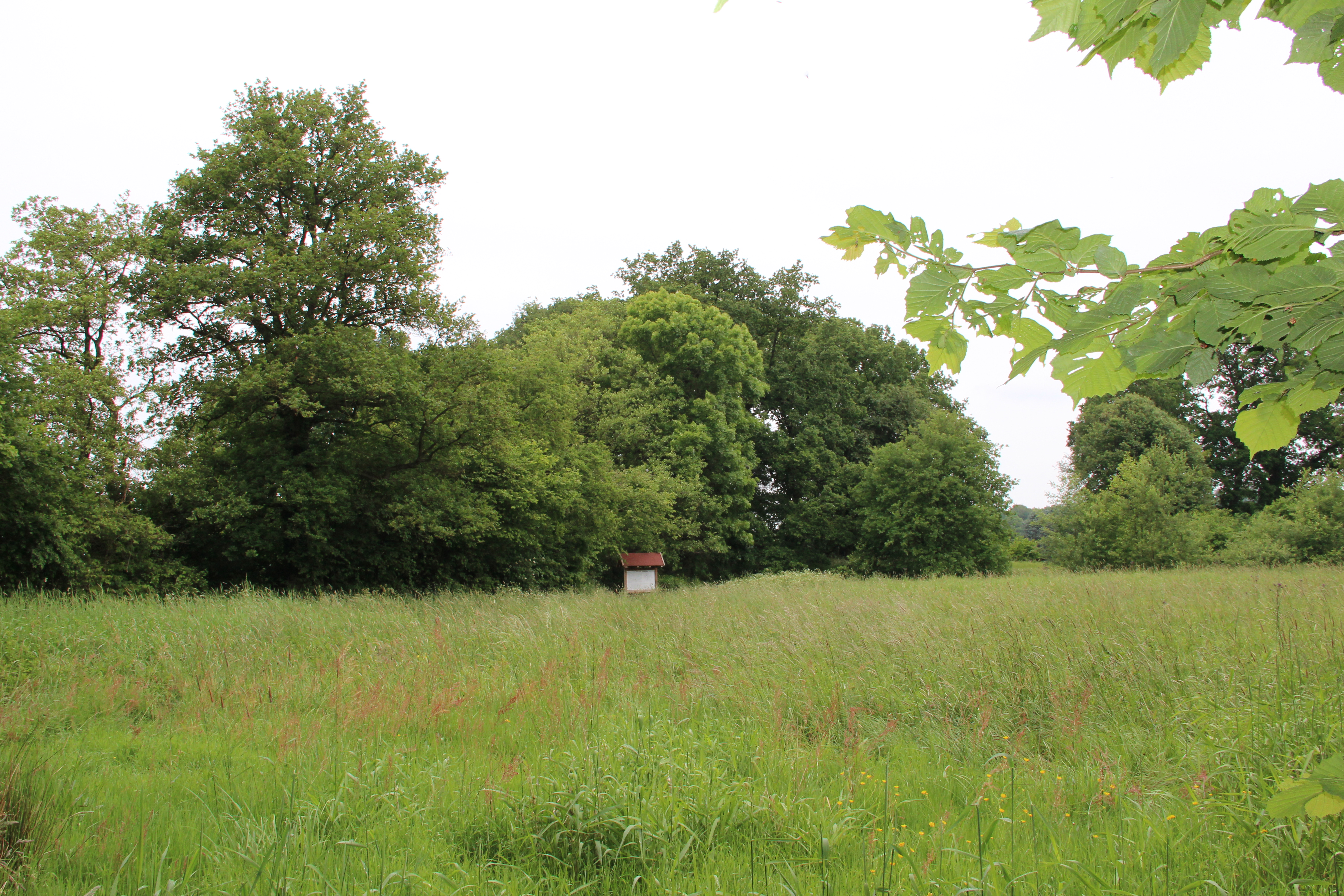
Burgplatz Mansingen (2012)
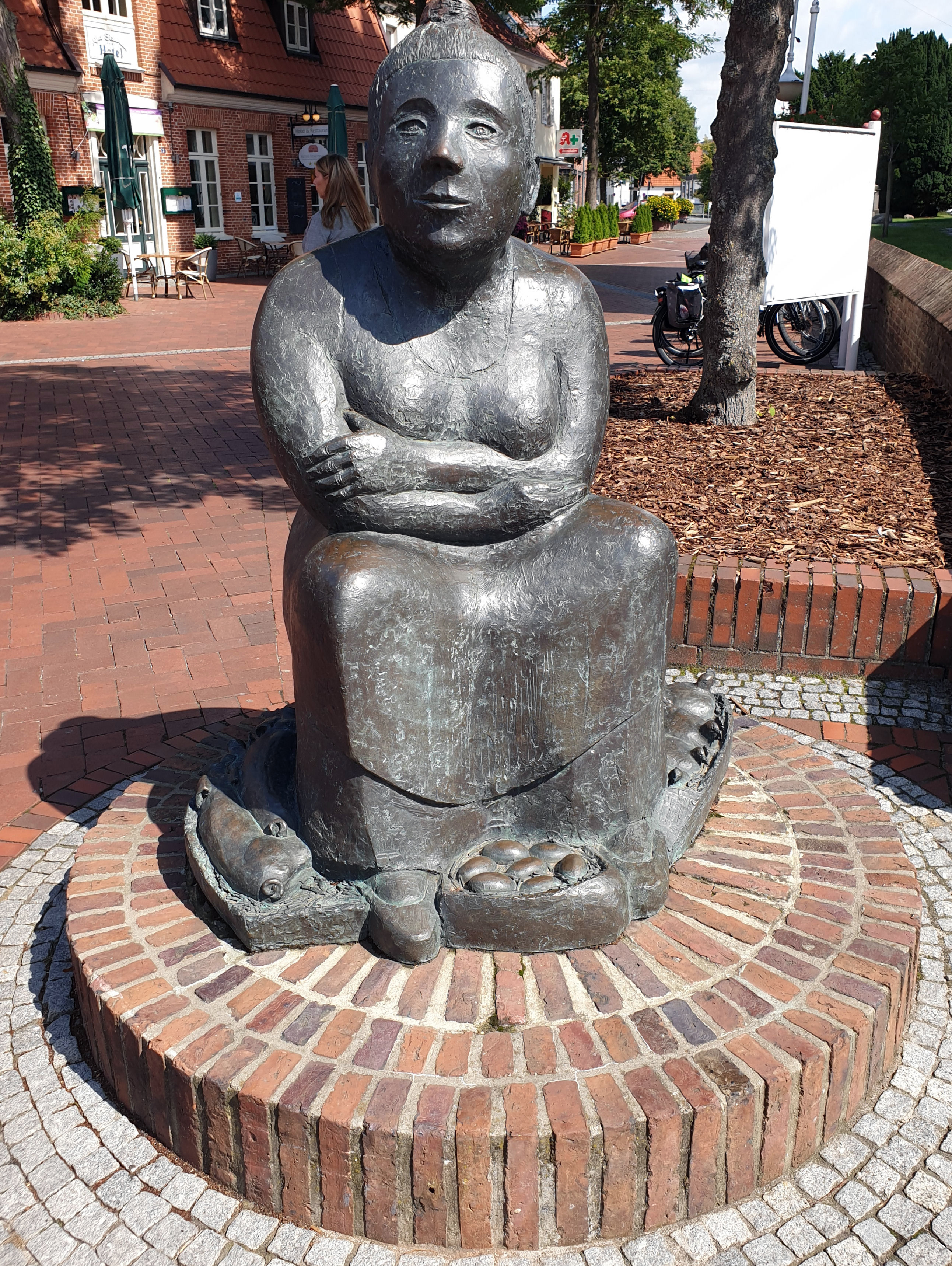
Marktfrau, Oma Apen von Alice Peters-Ohsam, 2012
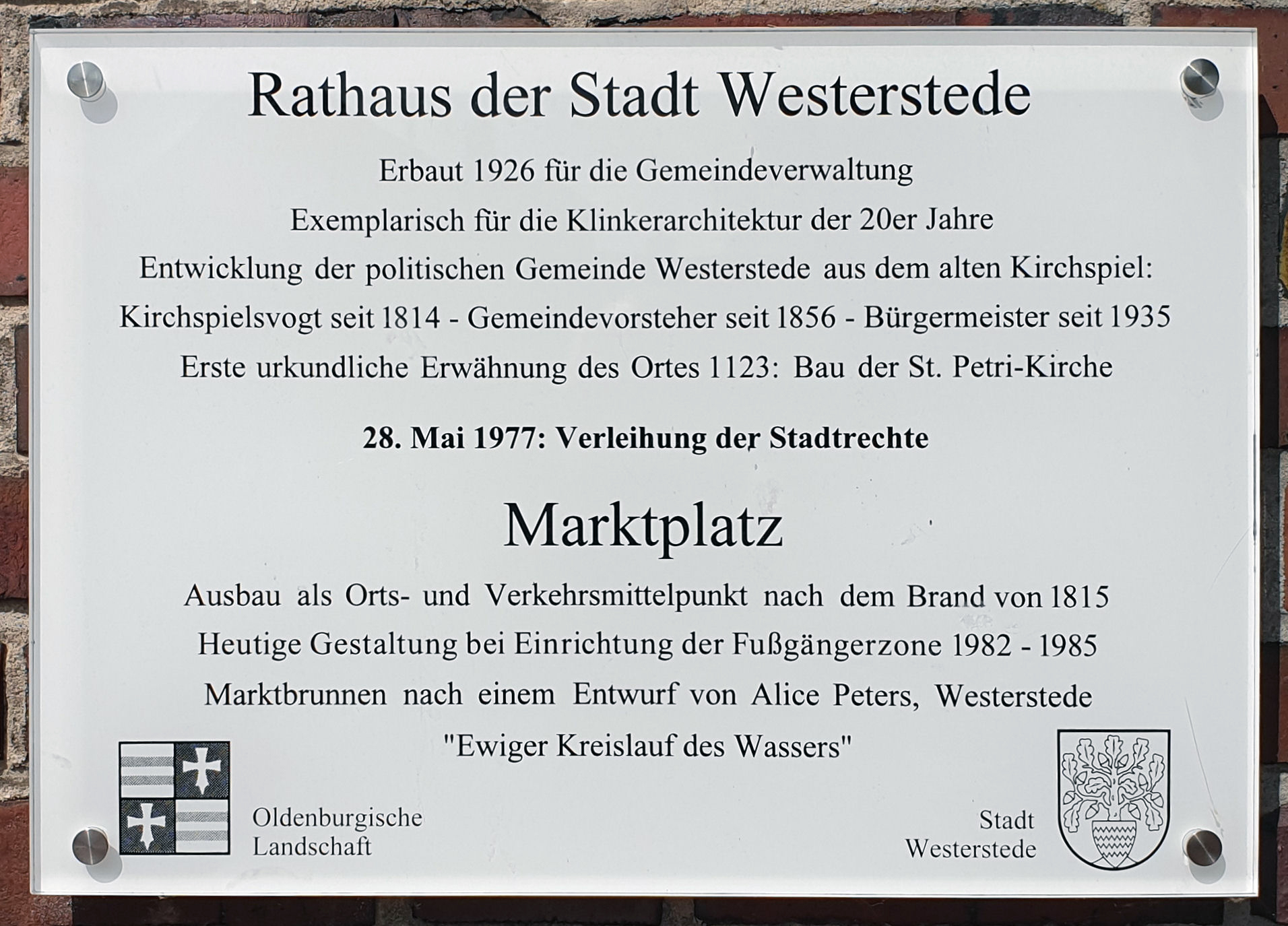
Gedenktafel für das Rathaus Westerstede
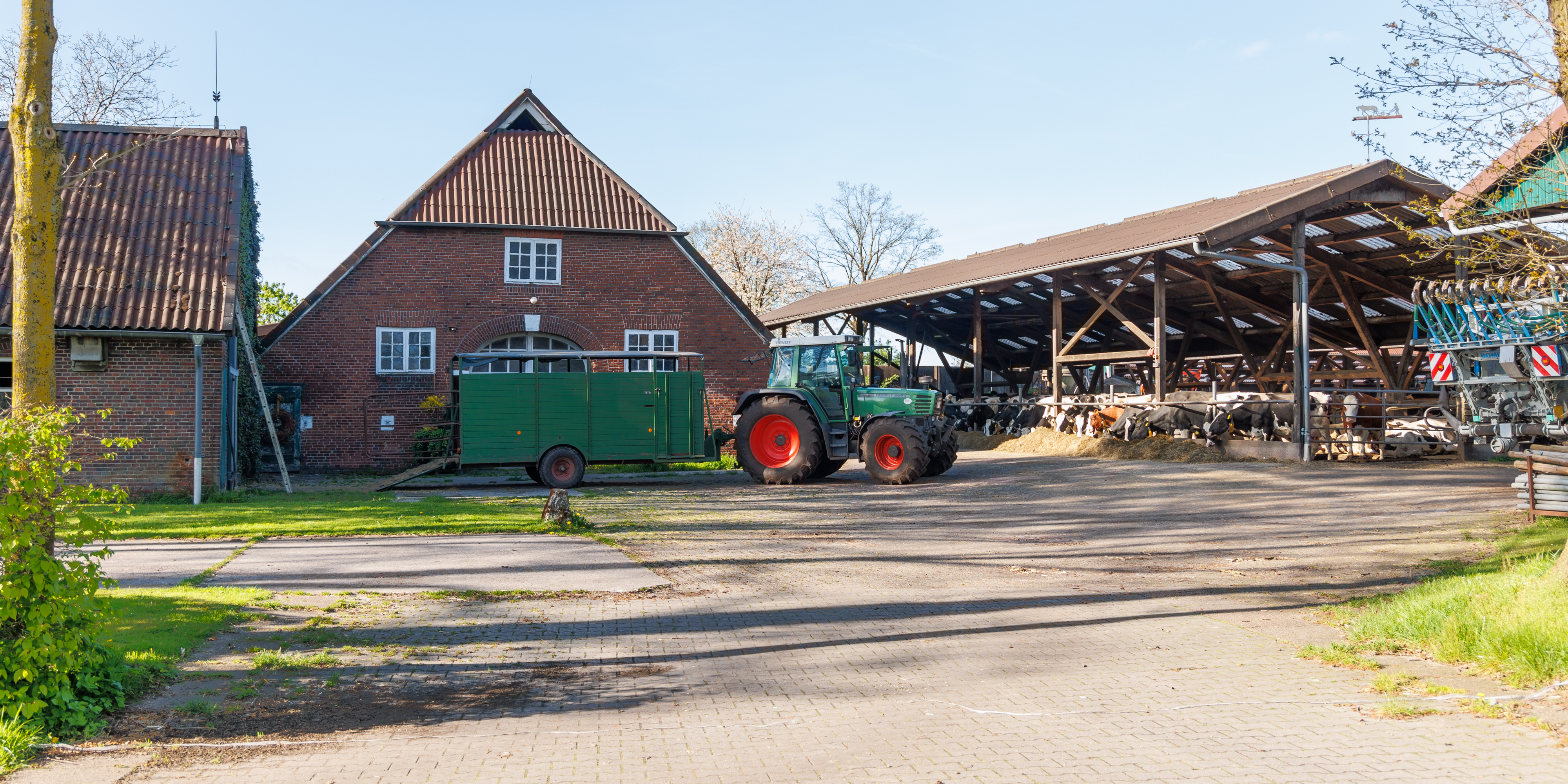
Landwirtschaft in Westerstede-Torsholt

## Personen und Persönlichkeiten

### Söhne und Töchter der Stadt
- Eilhardus Lubinus (1565–1621), Professor der Poetik, Theologie, Mathematik und Geographie und Rektor der Universität in Rostock
- Gerhard Steinfeld (1769–1846), evangelischer Pfarrer und Heimatforscher
- Frerich Bohlken (1812–1871), Landwirt und führender Baptist
- Wilhelm Geiler (1819–1895), Auktionator und Heimatdichter
- Friedrich Tietjen (1832–1895), Astronom
- Richard Deeken (1874–1914), Offizier und Kolonialpolitiker
- Wilhelm Rodenberg (1892–1955), Jurist und Politiker
- Heinrich Meiners (1902–1980), Politiker
- Karl Polak (1905–1963), Jurist, Professor, Mitglied des Staatsrates der DDR
- Karsten Ewert (* 1937), Generalarzt der Bundeswehr
- Helmut Fangmann (1943–1996), Jurist und Hochschullehrer
- Wilfried Bohlen (1944–2025), Baptistenpastor
- Wolfgang Hackbusch (* 1948), Mathematiker
- Peter Masuch (* 1951), Präsident des Bundessozialgerichts
- Uwe Meiners (* 1952), Volkskundler
- Bernt Ahrenholz (1953–2019), Germanist, Sprachwissenschaftler und Sprachdidaktiker
- Hauke Bartels (* 1966), Sprachwissenschaftler
- Heiko Schmelzle (* 1970), Bundestagsabgeordneter, Bürgermeister von Norden
- Thieß Neubert (* 1971), Comedian, Schauspieler und Fernsehmoderator
- Matthias Pohlig (* 1973), Historiker
- Henning Dierks (* 1976), Politiker
- Thomas Boyken (* 1980), Germanist
- Martin Kistner (* 1983), Tonmeister, Gewinner des Grammy „Best Historical Album“[19]
- Thalke Deters (* 1987), Handballspielerin
- Hanna de Haan (* 1993), Fußballspielerin

### Mit Westerstede verbunden
- Anton Friedrich Remmers (1816–1881), Buchbinder und Evangelist, Gründer der Baptistengemeinde Westerstede
- Rolf Hornig (1919–2006), Politiker, verstorben in Westerstede
- Georg Schmidt-Westerstede (1921–1982), Maler und Grafiker, aufgewachsen in Westerstede
- Alice Peters-Ohsam (1929–2021), deutsche Bildhauerin, Schenkung für die Stiftung für Kunst und Kultur in der Stadt Westerstede
- Bruno Steinhoff (* 1937), Unternehmer
- Adolf Bauer (* 1940), Präsident des Sozialverbandes Deutschlands (SoVD), lebt in Westerstede
- Bernd Clüver (1948–2011), Schlagersänger („Der Junge mit der Mundharmonika“), lebte ab 2007 in Westerstede
- Sigrid Rakow (* 1951), Politikerin, war Rektorin in Westerstede
- Norbert Marten (* 1953), Künstler, Westerstede ist Wohnort
- Kolja Mensing (* 1971), Schriftsteller und Literaturkritiker, aufgewachsen in Westerstede
- Rodi Khalil (* 1973), syrischer Künstler, lebte von 2004 bis 2010 in Westerstede
- Şirvan-Latifah Çakici (* 1980), Politikerin, 1986–2002 wohnhaft in Westerstede
- Sebastian Hahn (* 1991), Autor, Kabarettist und Poetry Slammer, wohnhaft in Westerstede

### Ehrenbürger
- Albert Post (1896–1992), ehemaliger niedersächsischer Landtagsabgeordneter und Bürgermeister der Gemeinde Westerstede
- Manfred Hüniken (1928–2017), ehemaliger Bürgermeister der Stadt Westerstede